# تاريخ صور اللبنانية

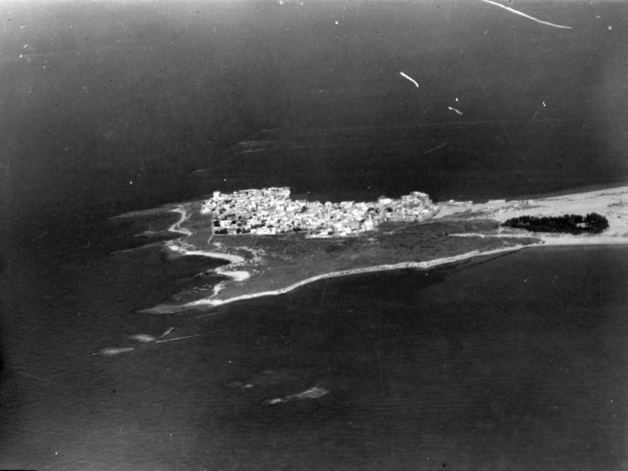
صورة جوية لصور، ج. 1918

تتناول هذه المقالة تفاصيل تاريخ مدينة صور اللبنانية وهي واحدة من أقدم المدن المأهولة باستمرار في العالم، حيث ظلت مأهولة بالسكان بشكل مستمر لأكثر من 4700 عام. تقع صور في منطقة بلاد الشام على ساحل البحر الأبيض المتوسط، وأصبحت المدينة الرائدة في الحضارة الفينيقية في عام 969 قبل الميلاد في عهد الملك الصوري حيرام الأول، كما يُنسب إليها بجانب موطنها الفينيقي العديد من الابتكارات في بناء السفن والملاحة والصناعة والزراعة والحكومة. استندت شبكة التجارة الدولية للفينيقيين الصوريين على مينائيها  ويُعتقد بأنها عززت الأسس الاقتصادية والسياسية والثقافية للحضارة الغربية الكلاسيكية.
شهدت المدينة فترة طويلة من التدهور خلال أوائل العصور الوسطى، حيث عانى سكانها خلال القرن السادس من الفوضى السياسية التي نجمت عن تمزق الإمبراطورية الرومانية الشرقية بسبب الحروب. وقد تفاقم هذا الانخفاض بفعل الزلازل المتكررة التي دمرت المدينة. ثم تمتعت صور بعد ذلك بفترة ازدهار في عهد المسلمين ثم الصليبيين، وفي عام 1291 استولى المماليك على المدينة من الصليبيين. أدى هذا الحدث إلى هجرة جماعية جعلت المدينة تعاني من حالة تراجع وانحدار استمر حتى عام 1750 تقريبًا. بدأ الحاكم المحلي الشيخ ناصيف النصار عددًا من مشاريع البناء، أدت لانتعاش المدينة لفترة قصيرة. وفي القرن التاسع عشر شهدت المدينة ازدهارًا آخر مع بدء العديد من المشاريع التجارية والبناء الجديدة. وعانت المدينة من العديد من الحروب في المنطقة حتى استقلال لبنان من الانتداب الفرنسي عام 1943.

## العصور الوسطى

### الفترة الإسلامية المبكرة (640–1124)

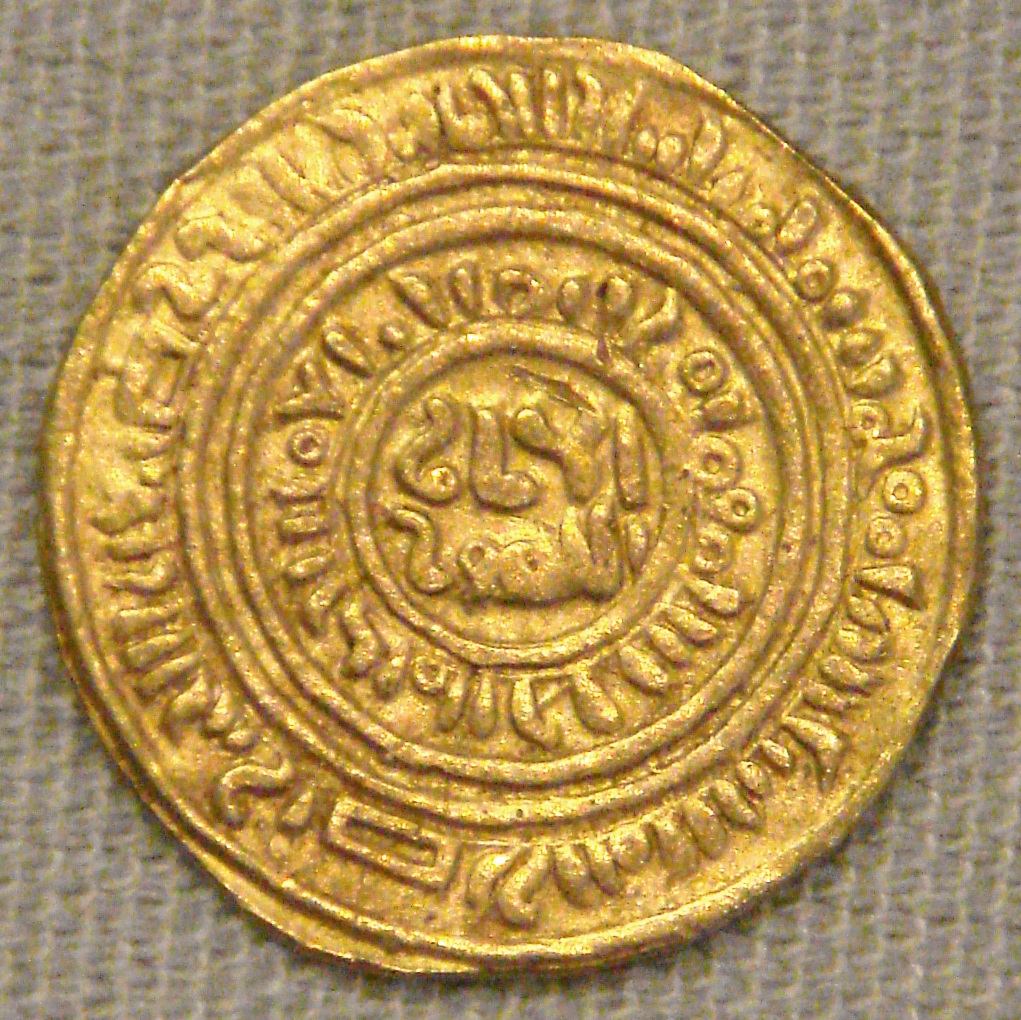
عملة نقدية مسكوكة سنة 1118 تعود إلى عهد الآمر بأحكام الله، المتحف البريطاني

سرعان ما ازدهرت صور مرة أخرى بدخول الإسلام وواصلت ازدهارها لخمسمائة عام تحت حكم الخلافة،  وعلى الرغم من أن المدينة بقيت كجزء من الجزيرة القديمة بعد الدمار الناجم عن الزلازل في القرن السادس.

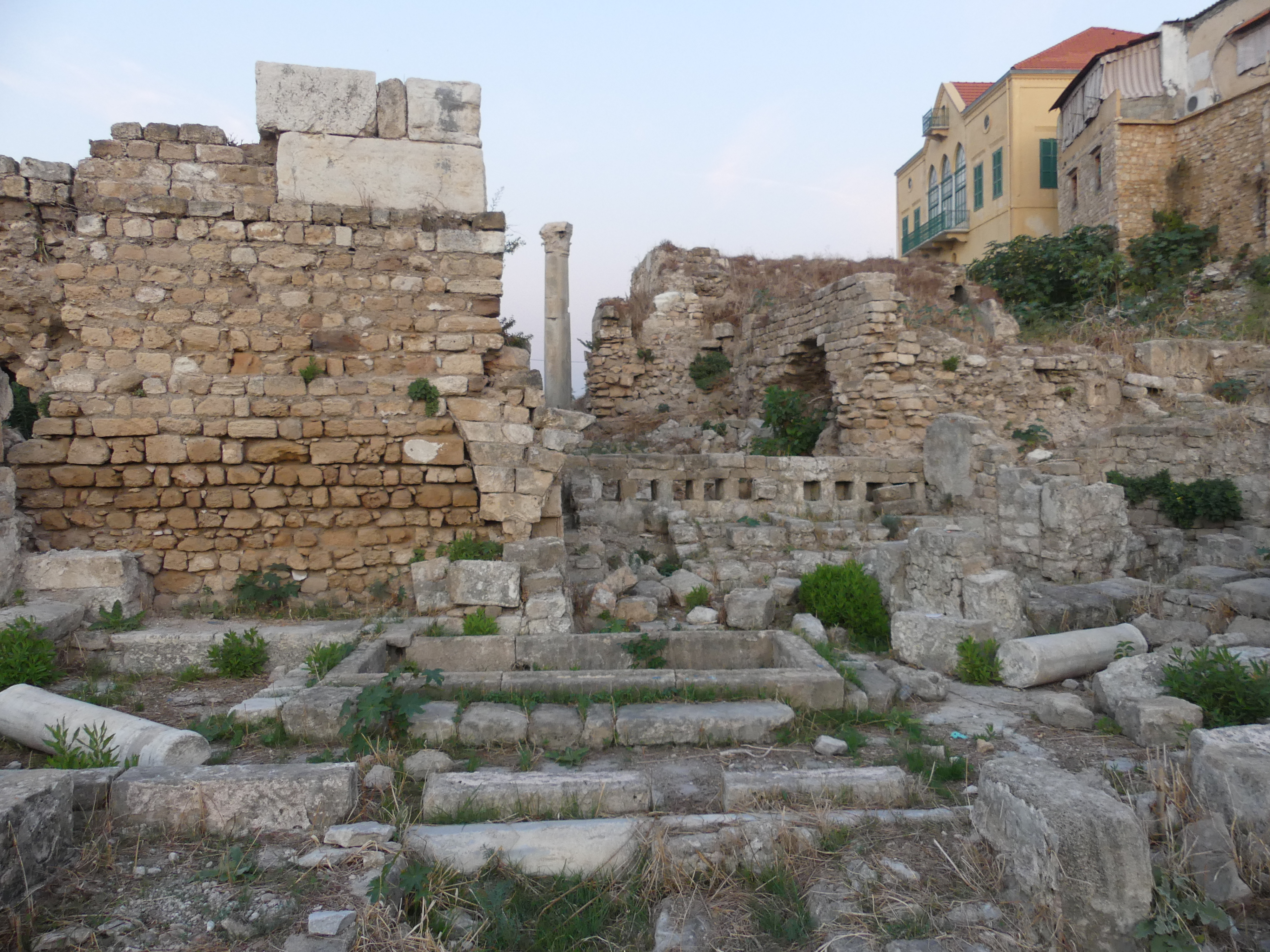
بقايا المسجد الفاطمي: حوض الماء ودوائر الوضوء

في أواخر أربعينيات القرن السادس، أطلق والي الخليفة معاوية غزواته البحرية لقبرص من صور، لكن فترة الرشيدون استمرت حتى عام 661 فقط. في أواخر عام 640 أطلق والي الخليفة معاوية حملاته البحرية لفتح قبرص من مدينة صور،  استمرت فترة الخلفاء الراشدين حتى سنة 661،  وتلاها حكم الأمويون بين عامي 661 و750، ومن ثم العباسيون بين عامي 750 و1258. وأصبحت مدينة صور مركزاً ثقافياً بارزاً للعالم العربي واستضافت العديد من العلماء المعروفين عبر التاريخ.
خلال القرون التي تلت الفتح الإسلامي، انتشر الإسلام واللغة العربية لتصبح لغة الإدارة بدلاً من اليونانية،  وعلى الرغم من ذلك استمر بعض الناس بعبادة الإله الكنعاني القديم بعل،  كما كان هناك أيضاً يهود مقيمين في المدينة يمارسون التجارة كما فعلوا سابقاً.
خلال الخلافة الفاطمية الشيعية الإسماعيلية تم بناء المسجد الكبير  في موقع ربما يكون مكان معبد ملقارت سابقاً،  بينما استمرت مدينة صور تشكل جزءاً من طريق الحرير الاقتصادي، واستمرت صناعاتها التقليدية في إنتاج الصبغة الأرجوانية الزجاجية والسكر. وقد كشفت الحفريات الأثرية في منطقة الميناء عن أفران زجاجية تعود للعصر الإسلامي المبكر والتي كانت قادرة على إنتاج أكثر من خمسين طناً من الزجاج في جلسة صهر واحدة، بالإضافة إلى ذلك، أصبح إنتاج السكر من حقول القصب المحيطة بالمدينة مصدر دخل رئيسي آخر لسكانها.
شهدت مدينة صور تمرداً ضد الحكم الفاطمي الإسماعيلى في الفترة بين 996 و998، بقيادة أحد البحارة العاديين ويدعى علقة. إلا أن الخليفة الحاكم بأمر الله أرسل جيوشه وأساطيله لحصار المدينة واستعادة السيطرة عليها، وفي النهاية قام الفاطميون بنهب المدينة وقتل المتمردين الذين قاموا بالثورة ضدهم. ولقى أسطول بيزنطي حاول مساعدة المدافعين عن المدينة هزيمة ساحقة وتكبد خسائر فادحة. في 1086 سقطت مدينة صور بأيدي السلاجقة لتخضع لسيطرة الفاطمبيين مجدداً بحلول سنة 1089. وتشير بعض التقديرات السكانية لتلك الفترة إلى وجود حوالي 20 ألف شخص يعيشون داخل أسوار المدينة،  حيث شكل الشيعة النسبة الأكبر من السكان.
بعد مرور عشر سنوات على سيطرة السلاجقه عليها، تجنبت مدينة صور التعرض للغزو بدفع الجزية للصليبيين الذين توجهوا لحصار القدس. وفي سنة 1111 تقريباً فرض ملك بيت المقدس بالدوين الأول حصارًا على المدينة،  فقامت المدينة باللجوء إلى حماية القائد العسكري السلجوقي ظاهر الدين طغتكين. بدعم من القوات الفاطمية تدخل طغتكين وأجبر الفرنجة على رفع الحصار في أبريل 1112، بعد مقتل حوالي 2000 من جنود بالدوين. ولاحقاً باع الفاطميون المدينة للسلطان ظاهر الدين طغتكين والذي أقام حامية عسكرية فيها.

### الفترة الصليبية (1124–1291)

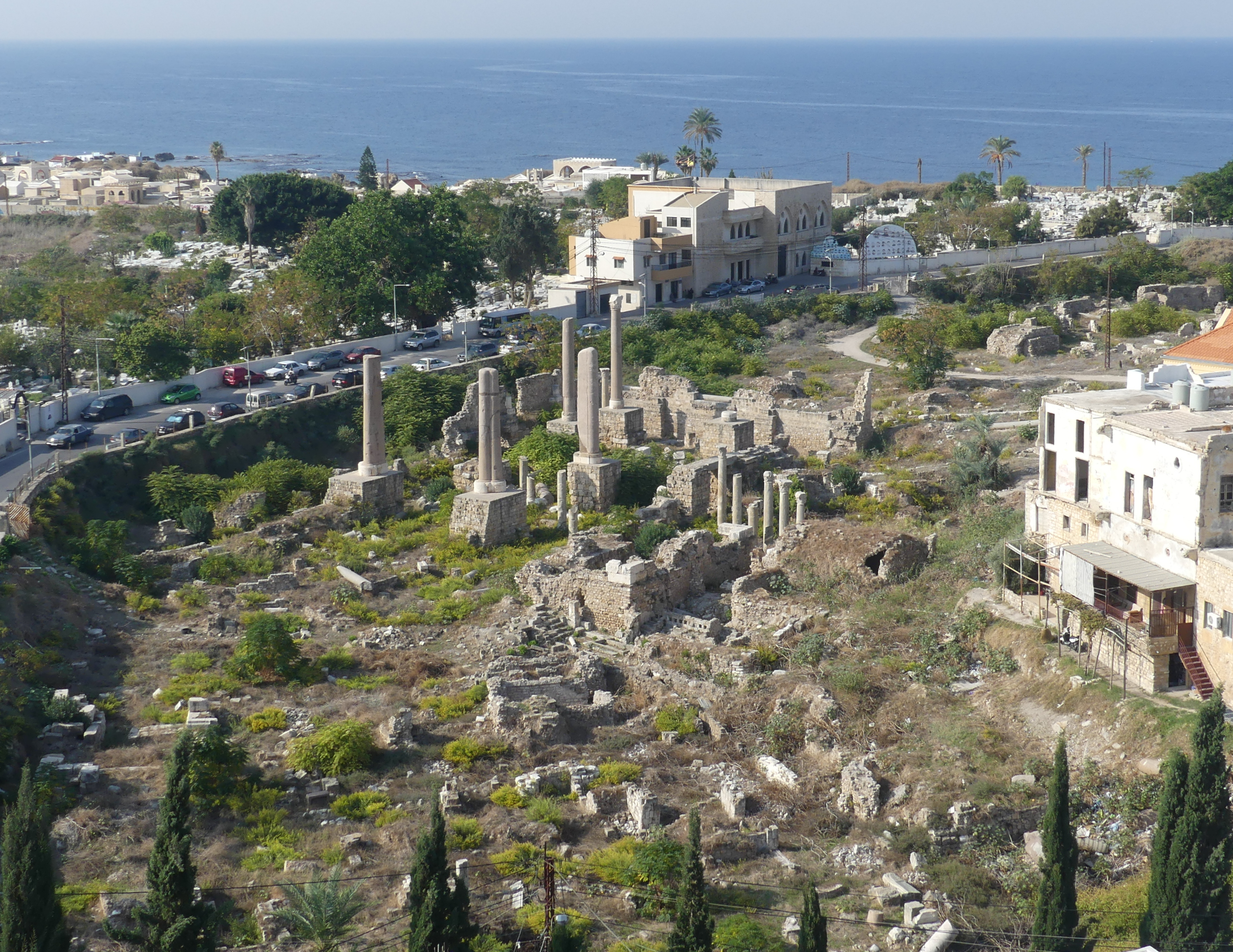
أنقاض الكاتدرائية الصليبية في صور

في أعقاب الحملة الصليبية الأولى واستيلاء المسيحيين على مملكة بيت المقدس اللاتينية بعد خمس أشهر ونصف من الحصار،  استطاعت قوات الفرنجة على الساحل، وأسطول الحملة البندقية الصليبية المتعاونة معها  الاستيلاء على مدينة صور، بعد مفاوضات مع قائد الحامية العسكرية التركية التابعة للسلاجقة الزعيم السلجوقي طغتكين على اتفاقية استسلام تسمح لمن يريد المغادرة بحرية بأخذ عائلته وممتلكاته معه، وضمان حرية وأمن الباقين بالمدينة.

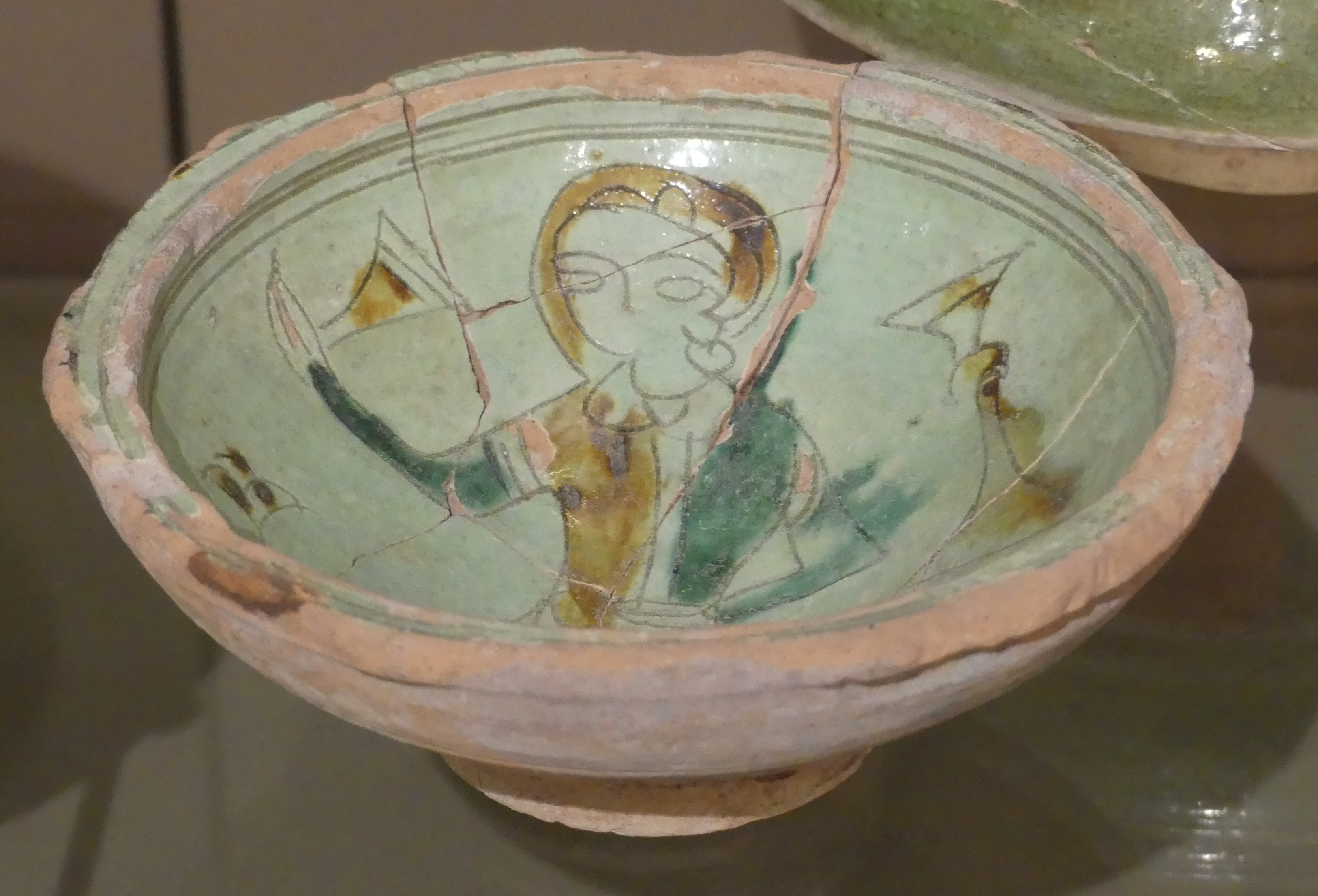
كأس من الطين من صور يعود للفترة الصليبية موجود في متحف بيروت الوطني

تحت حكم ملوك بيت المقدس اللاتين لاحقاً، قُسمت صور والأراضي المحيطة بها لثلاثة أجزاء وفق بنود معاهدة وارموندي التي أبرمت عام 1124، حيث حصل الملك بلدوين الثالث على ثلثي الأراضي والممتلكات، والثلث الآخر كمستعمرات تجارية مستقلة للمدن الإيطالية الرئيسية مثل البندقية ، وجنوة،  وحي بيزا.
تعرضت مدينة صور لهزة أرضية قوية سنة 1127 تسببت بخسائر بشرية ومادية كبيرة، كما ضربها زلزالان آخران أحدهما وقع سنة 1157 والآخر سنة 1170 تسببا أيضاً ببعض الأضرار المادية الطفيفة دون تسجيل أعداد كبيرة للضحايا.

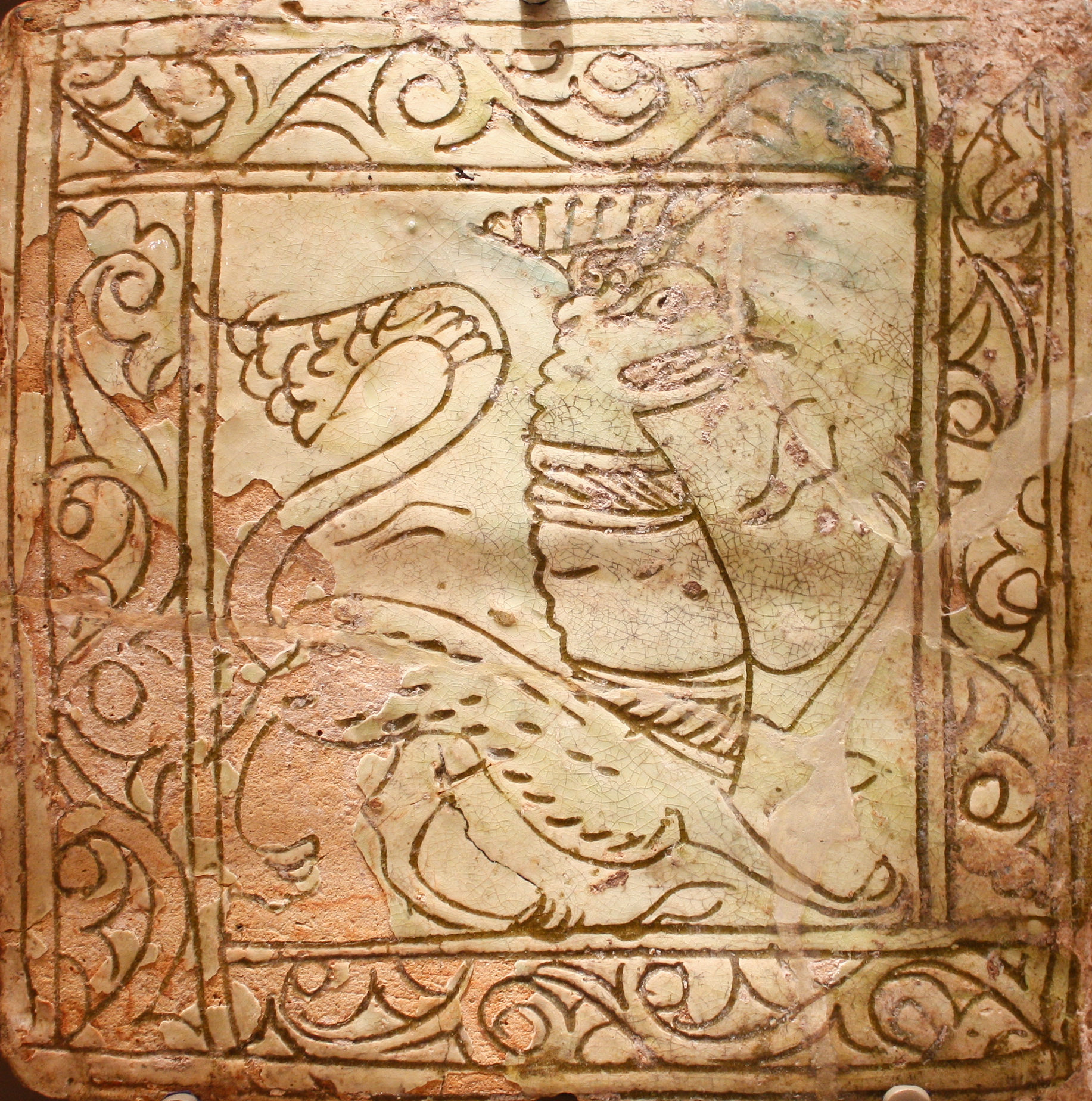
بلاط من الطين المزجج من مدينة صور يعود للفترة الصليبية، المتحف الوطني في بيروت.

أصبحت مدينة صور واحدة من أهم مدن مملكة القدس خلال فترة الحكم الصليبي اللاحقة، إذ شكلت نقطة عبور تجارية هامة لطريق الحرير القادم من الشرق باتجاه أوروبا الغربية عبر البحر المتوسط،  مما أكسبها أهمية اقتصادية وتجارية كبيرة. وقد نشط سكان المدينة في صناعات مختلفة منها صناعة الزجاج والأقمشة الحريرية والأصباغ الأرجوانية،  والسكر،  كما استمر حكام المملكة اللاتينية بسك عملة الدنانير الفضية الخاصة بصور والتي كانت تحمل نقوشا مشابهة للعملات الصادرة عن الدولة الفاطمية السابقة لها.
كان في المدينة مقرًا لأسقفية الروم الكاثوليك، وكان رئيس أساقفتها نائبًا لبطريرك القدس اللاتيني؛ غالبًا ما انضم أساقفتها إلى البطريركية. كان أبرز أساقفة اللاتين هو المؤرخ وليم الصوري، الذي شغل المنصب من 1175 إلى 1184 وكان أيضًا مستشارًا للمملكة.
بينما بنى البنادقة بسرعة "كنيسة سان ماركو" في حيهم وبنى البيزيون كنيسة سان بيترو، أقيمت كاتدرائية القديس مرقس على أنقاض المسجد الفاطمي الكبير،  وبحلول عام 1129 كان لويليام الأول ملك صور أيضًا "كاتدرائيته الخاصة في صور" المخصصة للصليب المقدس، والتي بُنيت في موقع كنيسة بيزنطية.
على الرغم من هذه الهيمنة المسيحية، فقد كان هناك تعايش سلمي بين الأديان: فقد قُدر عدد الطائفة اليهودية بنحو 500 شخص،  وكان الكثير منهم من العرب. واستمر المسلمون في اتباع الإسلام، وأبرزهم تقية بنت غيث بن علي الأرمنازية، وهي من أوائل نساء صور اللاتي برعن في الشعر والأدب. وبحسب ما ورد لا يزال هناك أتباع لديانة ميلقرت القديمة. وكان العديد من السكان المحليين خاصة في القرى المحيطة يحملون أسماء فينيقية تحمل طابعًا دينيًا. وتُشير تقديرات معاصرة إلى أن عدد السكان بلغ نحو 25 ألف نسمة.
بعد خسارة القدس أمام صلاح الدين الأيوبي عام 1187، فر العديد من الصليبيين إلى مدينة صور بتحصيناتها القوية، وكان بارونات فلسطين اللاجئون مكتظون في صور، فرض صلاح الدين الأيوبي حصارًا على صور لمرتين لكنه تخلى عن الحصار في يوم رأس السنة 1188. بفضل تعزيزات عسكرية وبحرية فرنجية، تمكن كونراد مونفيراتو من تنظيم دفاع فعال.
بعد ذلك أصبحت "كاتدرائية صور" مكان تتويج تقليدي لملوك القدس ومكانًا لإقامة حفلات الزفاف الملكية. في حين ضعف نفوذ البندقية بشكل كبير، وانتُهكت امتيازاتهم وصُودرت إقطاعياتهم، وعُززت مكانة جنوة وبيزا كمكافأة لدعمهم لكونراد.
عندما غرق الإمبراطور الروماني المقدس فريدرش الأول عام 1190 في آسيا الصغرى أثناء قيادته جيشًا في الحملة الصليبية الثالثة، ورد أن عظامه دُفنت في كاتدرائية صور.
ظلت صور لمدة أربع سنوات المدينة الوحيدة تحت حكم الفرنجة في المملكة اللاتينية،  حتى استعاد ريتشارد الأول ملك إنجلترا عكا في يوليو 1191، وانتقل مقر المملكة إلى هناك. في 27 أبريل 1192، اغتال الحشاشون كونراد مونفيراتو، بعد أيام من انتخابه ملكًا للقدس. وفي عام 1202 تعرضت المنطقة لزلزال خلف دمارًا واسعًا في مدينة صور. فانهارت معظم الأبراج والجدران،  وتسبب في الكثير من الوفيات.
في 1210 تُوج جان دي بريين وزوجته ماريا من مونفيراتو ملكًا وملكة على القدس في صور.

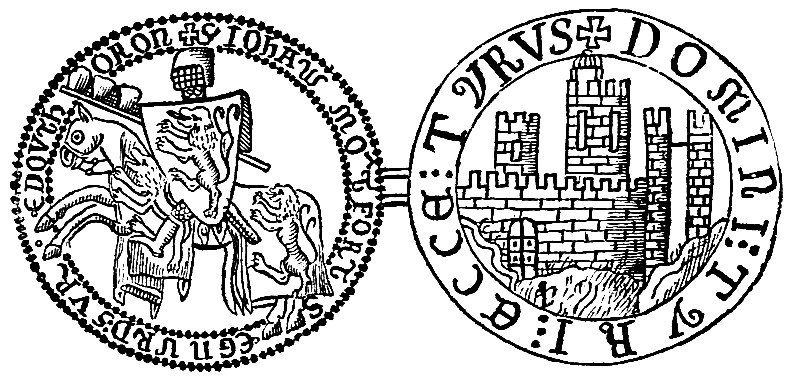
ختم جون مونتفورت الذي يصور تحصينات صور على اليمين

خلال الحملة الصليبية السادسة (1228-1229) احتلت قوات ريكاردو فيلانجيري نيابةً عن إمبراطور هابسبورغ فريدرش الثاني مدينة صور لأكثر من عقد من الزمن، قبل أن يُهزموا في عام 1242 على يد الحملة الصليبية البارونية وحلفائهم من البندقية. وعُين "باليان إبلين" لورد بيروت، وصياً ملكياً على صور نيابة عن ملكة قبرص أليس من شامبانيا. وفي عام 1246 فصل الملك هنري الأول صور عن الملكية وجعلها إقطاعية لفيليب مونتفورت.
في 1257 بعد عام واحد من اندلاع حرب القديس سابا بين جنوة والبندقية للسيطرة على عكا، طرد فيليب البنادقة من ثلث المدينة التي كانت خُصصت لهم لأكثر من قرن من الزمان.
في مايو 1269 قاد السلطان المملوكي الظاهر بيبرس غارة فاشلة على صور بعد فشل المفاوضات حول الهدنة. وفي سبتمبر من ذلك العام تُوج "هيو الثالث ملك قبرص" ملكًا على القدس في صور،  وقُتل فيليب على يد مأجور يُحتمل أنه يعمل لصالح بيبرس، وخلفه ابنه الأكبر "جون مونتفورت" الذي عقد معاهدة مع بيبرس، ونقل له السيطرة على خمس قرى. وفي عام 1277 أعاد أيضًا امتيازات البندقية.

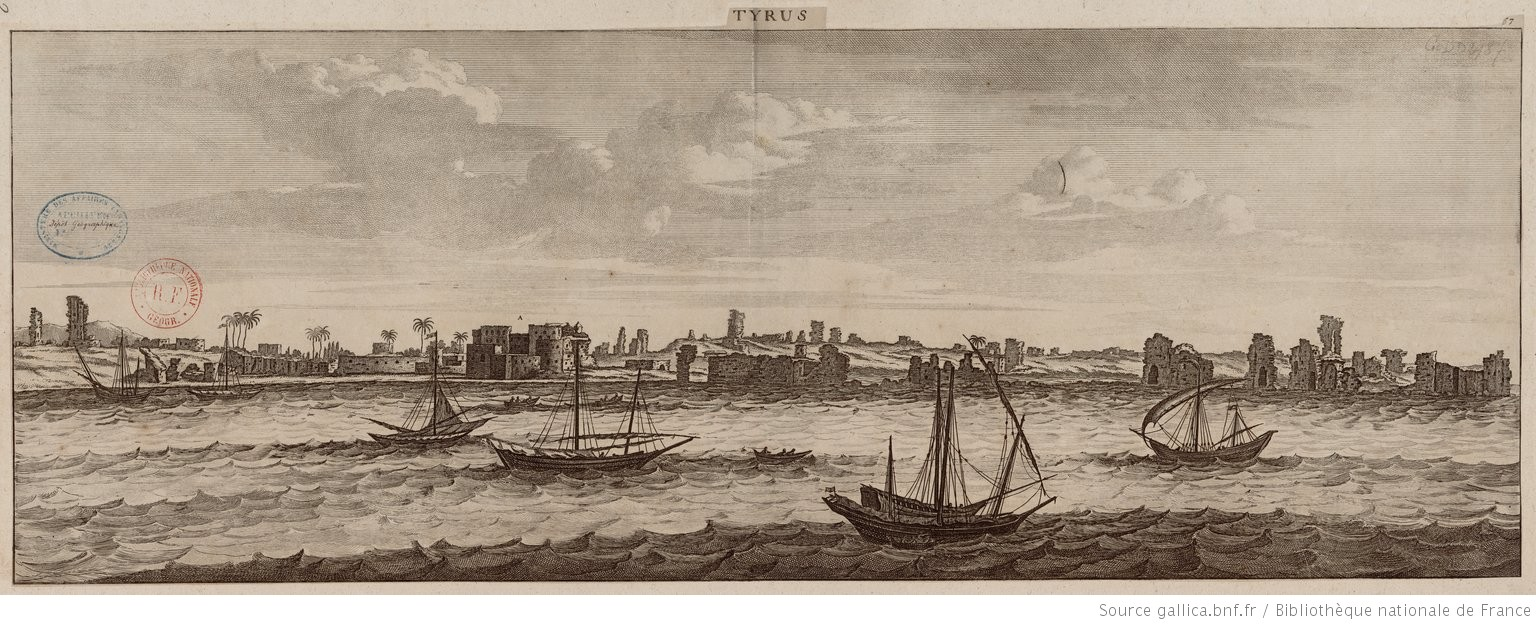
أطلال مدينة صور، لكورنيليس دي بروين

بعد وفاة جون في عام 1283 ووفاة شقيقه همفري مونتفورت في عام 1284، أصبحت أرملة جون، "مارغريت الأنطاكية لوزينيان" سيدة صور، وبعد عامين عقدت معاهدة للسيطرة على الأراضي مع خليفة بيبرس المنصور قلاوون.
في عام 1291، تنازلت مارغريت عن سيادة صور لابن أخيها "أمالريك من لوزينيان" وتقاعدت في دير سيدة صور في نيقوسيا.

### الفترة المملوكية (1291–1516)

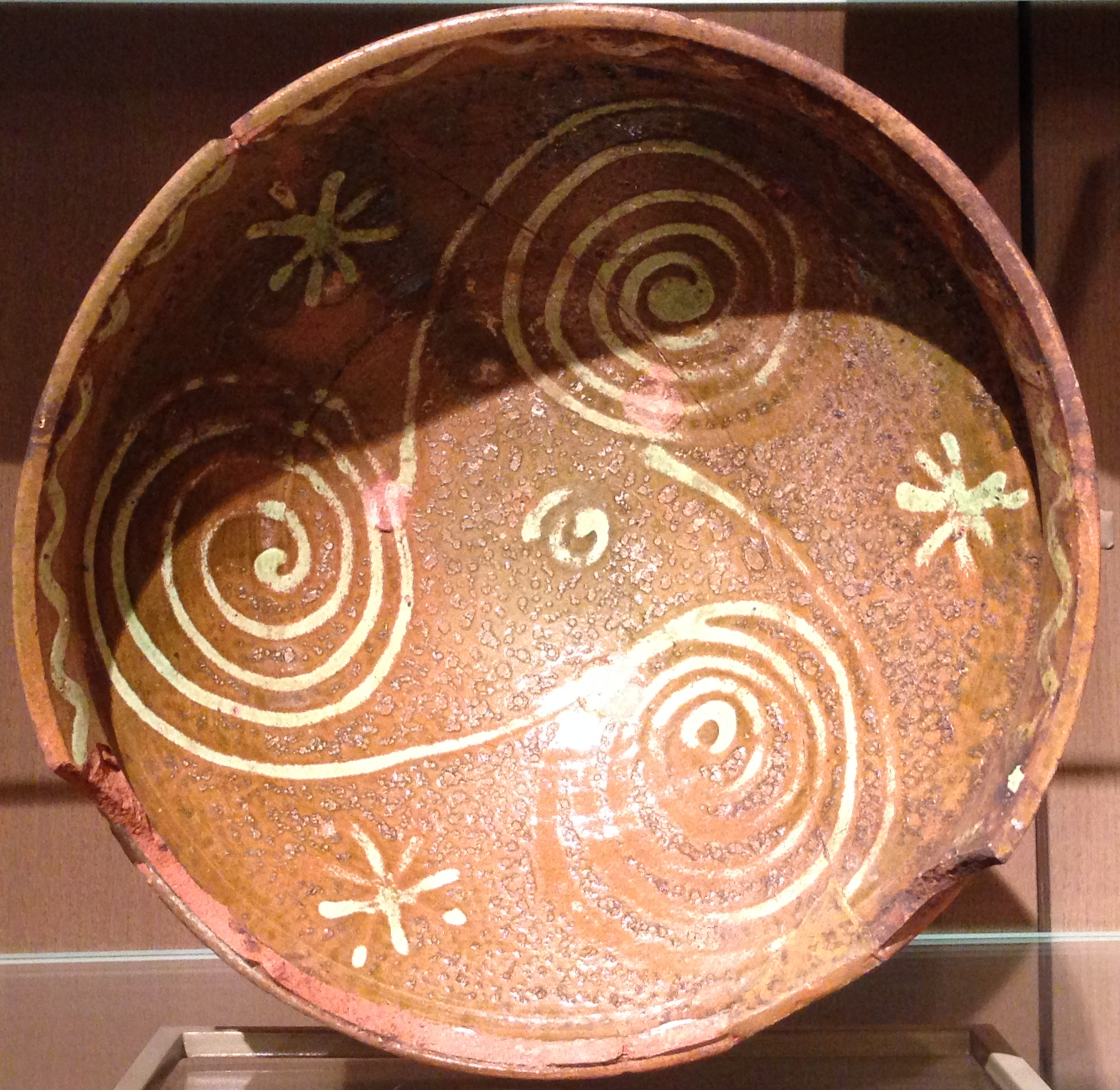
كوب من الطين من صور يعود إلى العصر المملوكي، متحف بيروت الوطني

سقطت صور مرةٍ أخرى في ذات السنة التي تقاعدت فيها داما مارغريت سنة 1290، وكان ذلك على يد جيش سلطنة المماليك بقيادة الأشرف خليل. يُقال إن جميع السكان قد أخلوا المدينة عن طريق السفن في اليوم الذي سقطت فيه عكا كواحدة من آخر معاقل الصليبيين بعد شهرين من الحصار، لذلك وجد المماليك صور مدينة فارغة في الغالب. كما هرب أمالريك آخر سيد لصور.
أمر السلطان الأشرف خليل بهدم جميع الحصون لمنع الفرنجة من إعادة التحصن،  ودمروا أيضًا الكاتدرائية الصليبية التي تضررت سابقًا بفعل زلزال عام 1202، كما تعرضت لمزيد من الدمار من قبل المهاجمين. أصبحت المدينة فيما بعد تحت حكم عكا وحُكمت كجزء من فلسطين.
لقد استمر إنتاج الخزف التقليدي والأواني الزجاجية أثناء الفترة المملوكية المبكرة، لكن صناعة الأصباغ الأرجوانية والتي كانت تمثل مصدر دخل رئيسي للمدينة طوال تاريخها السابق، لم تعد إليها إذ دخلت إلى الأسواق صبغات أقل تكلفة وأرخص مثل اللون الأحمر التركي على سبيل المثال.
فقدت مدينة صور أهميتها عندما ازلقت السلطنة في الصراعات بين الفصائل بعد وفاة الأشرف خليل عام 1293،  وعندما زارها الرحالة المغربي ابن بطوطة عام 1355، وجدها كتلة من الآثار. ونُقلت الحجارة كمواد بناء إلى العديد من المدن المجاورة مثل صيدا وعكا وبيروت ويافا، 

## التاريخ الحديث

### الفترة العثمانية (1516–1918)

#### المعنيون
سيطرت الإمبراطورية العثمانية على بلاد الشام في عام 1516،  ولم تتأثر صور بشكل كبير، وبقيت على حالها لنحو تسعين عامًا أخرى إلى بداية القرن السابع عشر، عندما عينت القيادة العثمانية في الباب العالي القائد الدرزي فخر الدين الثاني من عائلة معن أميرًا لإدارة جبل عامل (جنوب لبنان حالياً) والجليل بالإضافة إلى مناطق بيروت وصيدا.
وفي صور بنى مسكن لأخيه الأمير يونس المعني [الإنجليزية]، ولا تزال آثار القصر قائمة في وسط منطقة السوق وتُعرف باسم خان عبده الأشقر،  أو خان العسكر،  أو خان صور. شجع فخر الدين الشيعة والمسيحيين على الاستقرار شرق صور لتأمين الطريق إلى دمشق. وهكذا وضع أساس التركيبة السكانية الحديثة في صور حيث انتقل العديد من هؤلاء المستوطنين - أو أحفادهم على التوالي - إلى المدينة لاحقًا. لكن هذه الجهود التنموية طغت عليها عندما تطلع الأمير لإنشاء دولة مستقلة، والتي كان يُنظر إليها على نطاق واسع في الخطاب العام كأول رؤية لتأسيس لبنان كدولة ففي عام 1608 وقع فخر الدين معاهدة مع فرديناندو الأول دي مدتشي دوق توسكانا الأكبر من ميديشي، والتي تضمنت مقالًا سريًا موجهًا بشكل واضح ضد الباب العالي. وفي قلب هذا التحالف مع فلورنسا كانت خطة إعادة بناء الميناء للحصول على الدعم البحري. وحول بقايا الكاتدرائية الصليبية السابقة في صور عام 1610 إلى حصن عسكري. ومع ذلك فقد طرده الجيش العثماني وفر إلى المنفى في توسكانا.
في عام 1618 عاد فخر الدين إلى بلاد الشام بفضل إزالة بعض أعدائه من داخل النظام العثماني، فأقام علاقات سياسية مع فرنسا بعد رسالة دبلوماسية أرسلها الملك لويس الثالث عشر والكاردينال ريشيليو،  وأصبح "قصر يونس المعني" في صور "ملكًا للآباء الفرنسيين". بحلول عام 1631 سيطر فخر الدين على معظم مناطق سوريا ولبنان وفلسطين، لكن عصر المعني انتهى عندما أمر السلطان مراد الرابع بإعدام الأمير الدرزي مع واحد أو اثنين من أبنائه عام 1635 بسبب طموحاته السياسية.

#### صعود وتنافس الزعماء الإقطاعيين

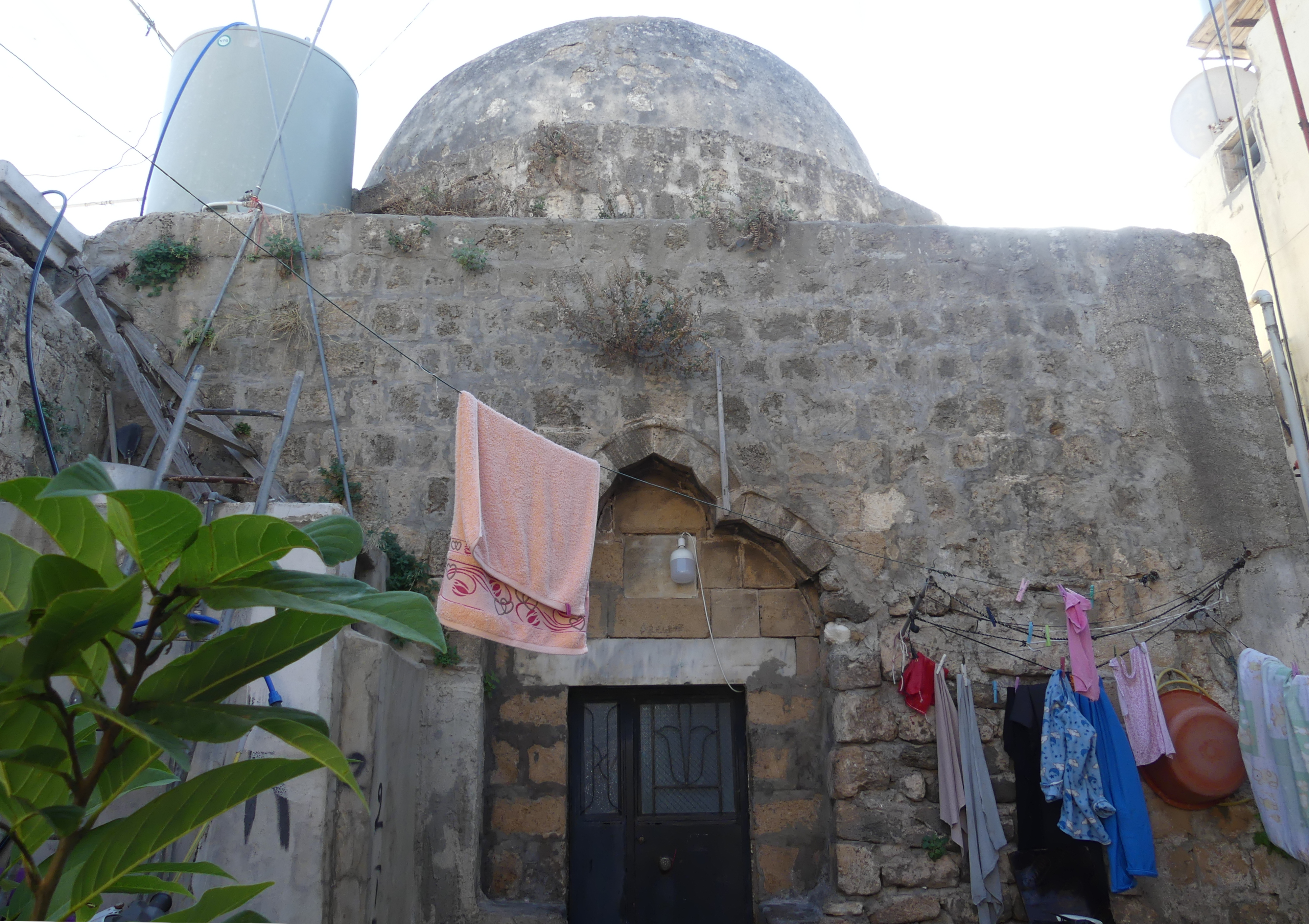
قبر النصار في معشوق

في العقود التالية أسس علي الصغير زعيم الطائفة الشيعية المتولية التمييزية سلالة حاكمة.
في عام 1697، زار الباحث الإنجليزي هنري موندريل صور ولم يجد سوى عدد قليل من السكان، والذين يعيشون بشكل أساسي على صيد الأسماك. وقد أصبحت حالتهم أسوأ بسبب قراصنة توسكان ومالطا وموناكو، الذين يهاجموا سواحل صور بين الحين والآخر، فضلاً عن الضرائب الباهظة. وكان يُنظر إلى المناطق النائية في صور على أنها مناطق خارجة عن القانون حيث يلجأ إليها المجرمون بحثًا مكان عند الشيعة".
في ظل هذه الظروف أصبحت صور أيضًا - على الأقل اسميًا - مركز الانقسام داخل الكنيسة الأرثوذكسية اليونانية في أنطاكية،  حيث كان رئيس أساقفة صور وصيدا "أوثيميوس سيف" يعمل على إعادة الكنيسة إلى الكرسي الرسولي في روما منذ عام 1683 على الأقل. وفي سنة 1701 عينته جمعية التبشير بين الشعوب [الإنجليزية] بمرسوم سري ليكون المسؤول الرسولي للملكيين.
وفي عام 1724 بعد سنة واحدة من وفاة "أوثيميوس سيف"، انتخب ابن أخيه وتلميذه "سيرافيم تاناس" "بطريرك أنطاكية السادس - (بالإنجليزية: Patriarch Cyril VI of Antioch)‏". وسرعان ما أكد الاتحاد مع روما وبالتالي الانفصال عن الكنيسة الأرثوذكسية اليونانية. ومع ذلك فإن عدد العائلات المسيحية في صور في ذلك الوقت كان قليل. وأقيمت قداسات الكنيسة على أنقاض كنيسة سانت توماس بالقرب من بقايا كاتدرائية الصليبيين.

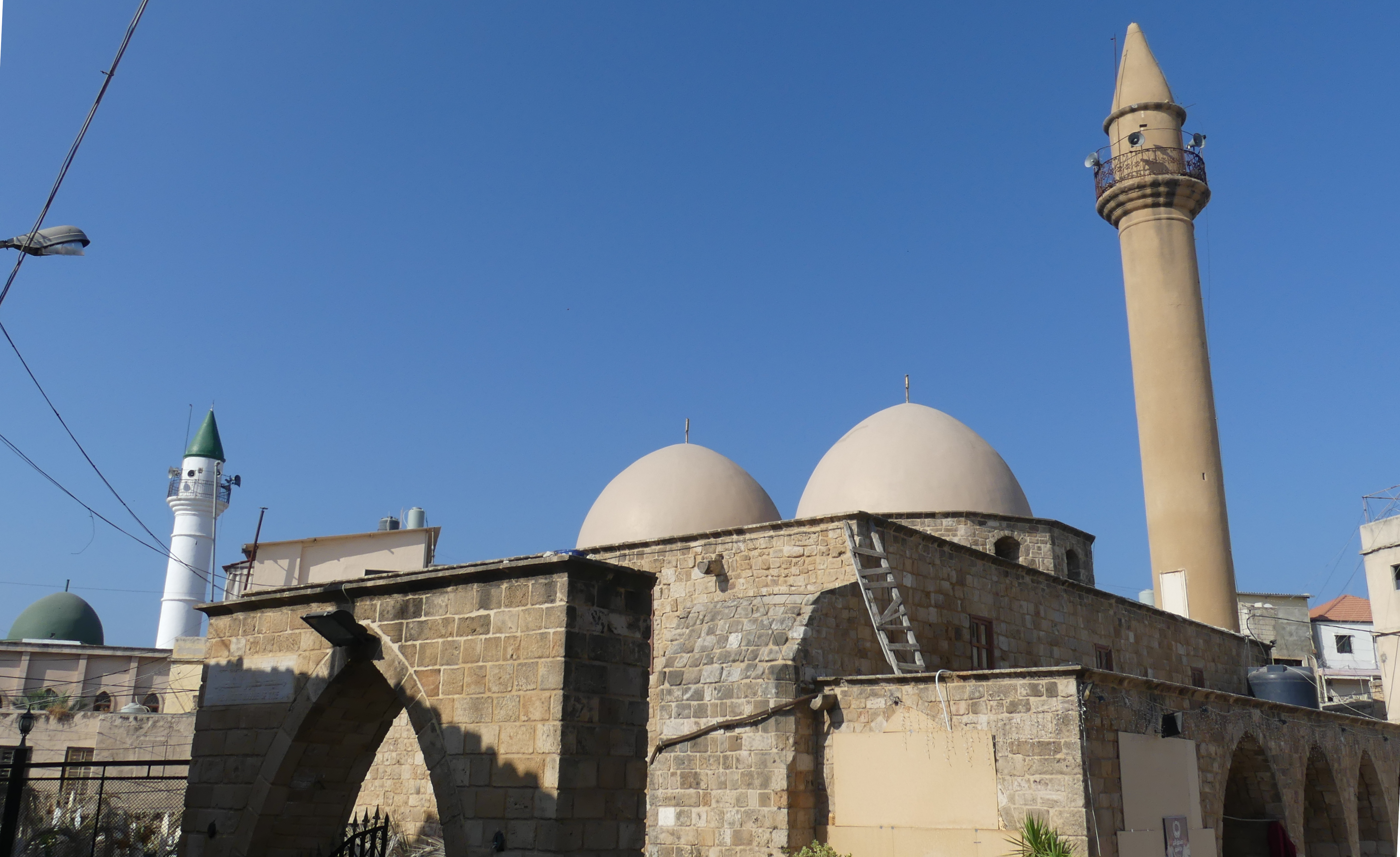
يظهر في الصورة الجامع القديم التابع للسنة بالمئآذن، وفي الخلف يظهر مسجد عبد الحسين الشعي الذي بني في 1928 وقبته الخضراء

في حوالي عام 1750 بدأ حاكم جبل عامل الشيخ ناصيف النصار من سلالة علي الصغير الشيعية،  عددًا من مشاريع البناء لجذب سكان جدد إلى المدينة شبه المهجورة. وكان ممثله في صور "عامل الضرائب والحاكم الفعلي" هو الشيخ قبلان حسن [الإنجليزية]. وأصبح الشركاء التجاريون الرئيسيون هم تجارًا فرنسيين، على الرغم من أن تصادم قبلان حسن والنصار مع السلطات الفرنسية حول ظروف التجارة في بعض الأحيان.
ومن بين مشاريع النصار انشاء السوق، وتم تحويل قصر المعني إلى حامية عسكرية،  وأمر النصار بإنشاء مقر له في السراي في الميناء الشمالي، والذي يضم اليوم مقر الشرطة. ولا يزال برج المبركي العسكري من عصر النصار قائمًا اليوم.

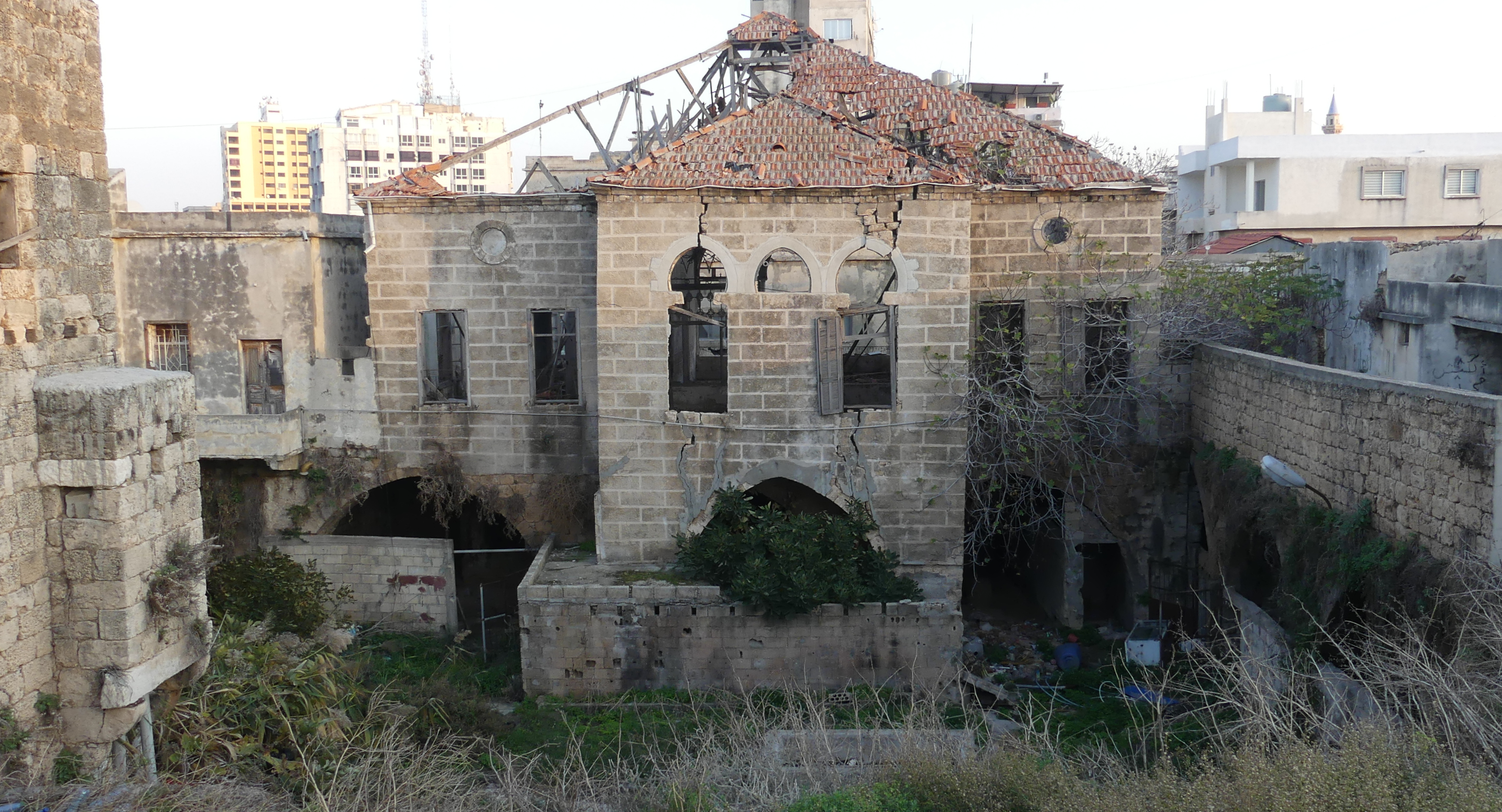
آثار خان ربه (2019)

في عام 1752، بدأ بناء كاتدرائية مار توما الملكية بفضل تبرعات التاجر الثري جورج مشاكا [الإنجليزية] أو "جرجيس مشاقة"،  في موقع كنيسة سابقة تعود للفترة الصليبية في القرن الثاني عشر. أقنع النصّار تاجر الحرير والتبغ بالانتقال من صيدا إلى صور. وتبعته العديد من العائلات الكاثوليكية الرومية، كما ساهم مشاكا في بناء الجامع الكبير،  والذي يعرف اليوم بالمسجد القديم.
وفي تلك الفترة عانت عودة صور من بعض المؤثرات العكسية، حيث دمرت زلازل الشرق الأدنى في 1759 أجزاء من المدينة، وقتلت عددًا غير معروف من الأشخاص. وفي عام 1781 قُتل النصار في صراع على السلطة مع والي صيدا العثماني أحمد باشا الجزار، الذي قضى على السكان الشيعة في عمليات تطهير وحشية، وهكذا انتهى الحكم الذاتي الشيعي في جبل عامل لمدة ربع قرن.
في بداية القرن التاسع عشر، بدأت فترة ازدهار أخرى ففي عام 1810 بُني خان بالقرب من قصر يونس المعني السابق ومنطقة السوق خان رابو. وكان الخان "عبارة عن فناء كبير مستطيل الشكل به نافورة مركزية، وتحيط به أروقة مغطاة". وسرعان ما أصبح خان رابو مركزًا تجاريًا مهمًا.

##### الفترة المصرية (1831–1839)

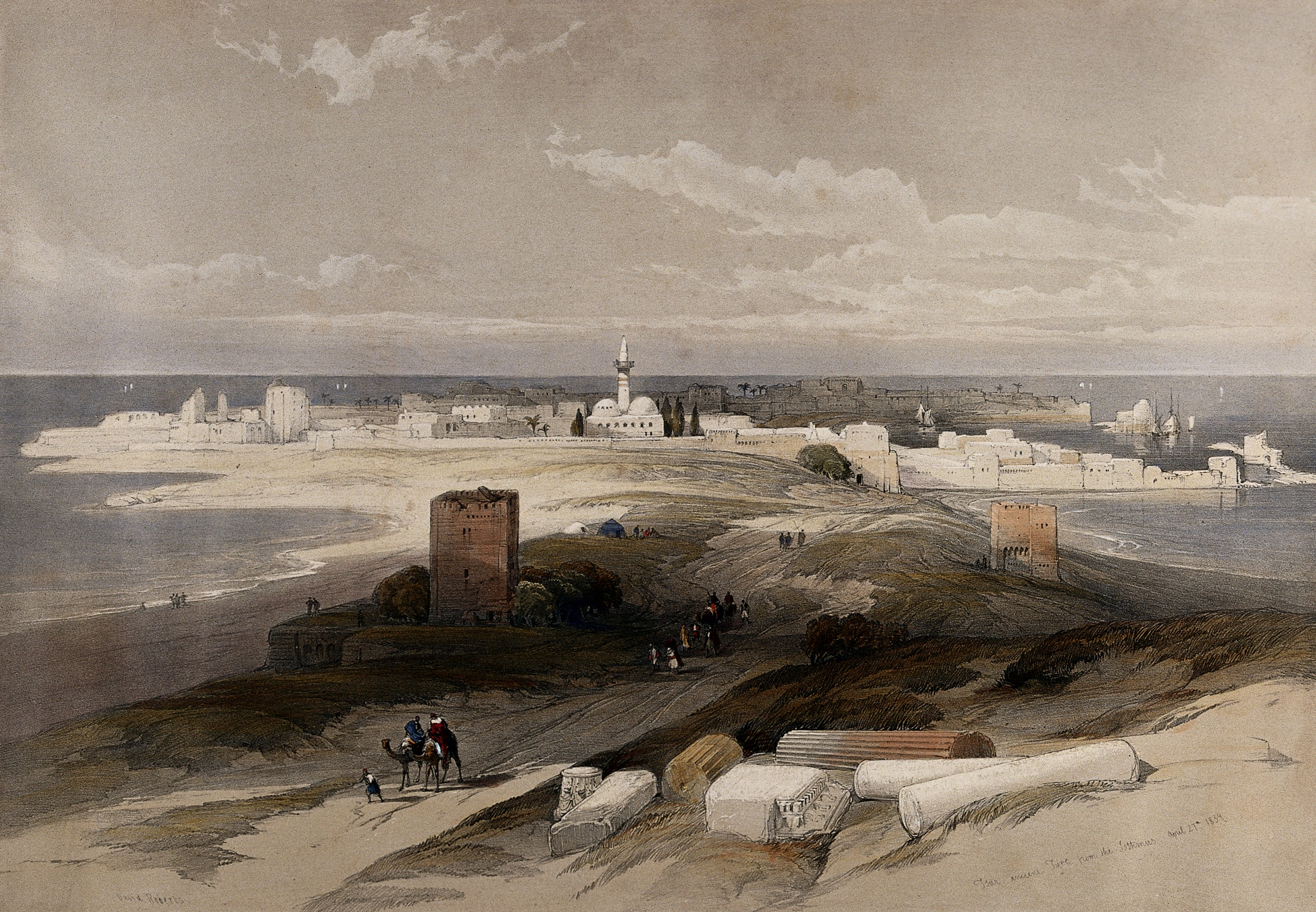
مدينة صور القديمة مأخوذة من البرزخ. طباعة حجرية ملونة للويس هاغي بعد ديفيد روبرتس عام 1843.

في ديسمبر 1831 سقطت صور تحت حكم محمد علي باشا بعد أن دخلها بجيش بقيادة ابنه إبراهيم باشا ودخل يافا وحيفا دون مقاومة. وفي وقت لاحق استقر عدد من المصريين في المدينة، التي لا تزال حتى اليوم تضم "شارع المصريين" في بلدتها القديمة. ثم تعرضت صور لدمار واسع بعد زلزال الجليل عام 1837، وكان الناس ينامون في قوارب موضوعة على الشاطئ، وفي خيام بجانبهم.
وبعد ذلك بعامين تمردت القوى الشيعية بقيادة حمد المحمود من سلالة علي الصغير ضد المصريين،  بدعم من الإمبراطورية البريطانية والإمبراطورية النمساوية، وسقطت صور في 24 سبتمبر 1839 بعد القصف البحري لقوات الحلفاء.

##### منطقة النفوذ الفرنسي (من منتصف القرن التاسع عشر فصاعدًا)

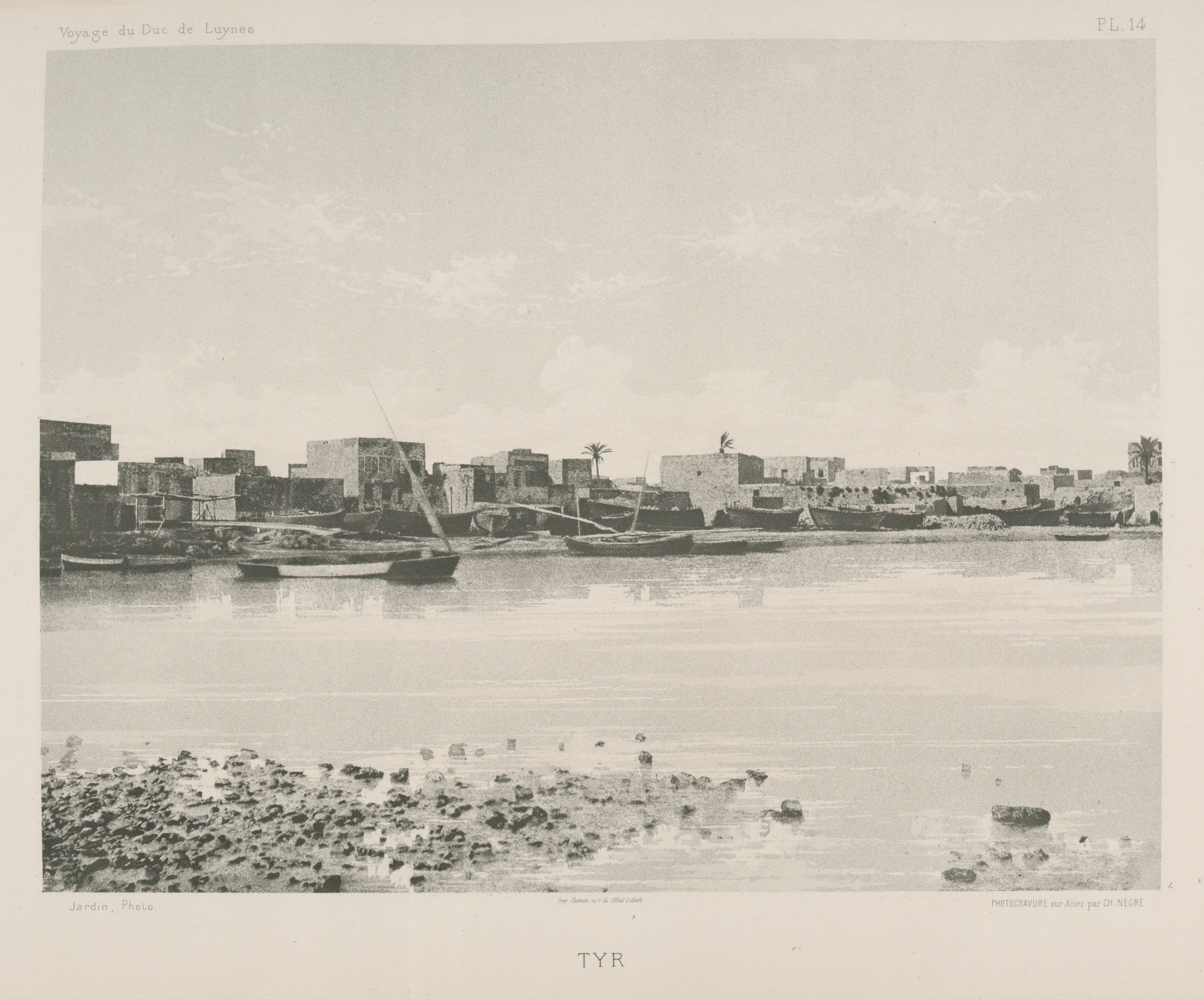
الميناء عام 1874، حفر ضوئي

كافأ الحكام العثمانيون المحمود وخليفته علي الأسعد على قتالهم ضد الغزاة المصريين، واستعادة جبل عامل. وفي صور اكتسبت عائلة المماليك مكانة مهيمنة. ويقال إن رئيسها، يوسف آغا بن مملوك [الإنجليزية] كان ابن الجزار باشا المناهض للشيعة.
فتح الاحتلال المصري الباب للتدخل الأوروبي في الشؤون العثمانية عبر مختلف الجاليات اللبنانية، وهكذا زادت فرنسا في عهد نابليون الثالث وحلفائها من الزعماء الموارنة من نفوذهم في جميع أنحاء لبنان منذ منتصف القرن التاسع عشر فصاعداً.
وعندما أرسل الإمبراطور الفرنسي قوة استكشاف قوامها حوالي 7000 جندي إلى بيروت خلال الحرب الأهلية في جبل لبنان عام 1860 بين المجموعتين الدرزية والمارونية، أمر أيضًا بأول حفريات أثرية في صور قام بها إرنست رينان.
وبعد مغادرته أدت أنشطة الحفر غير المُنتظمة إلى تشويه المواقع التاريخية. وفي العام نفسه تم تأسيس كنيسة القديس توما للروم الأرثوذكس بالقرب من كاتدرائية سانت توماس الرومية الكاثوليكية. وفي نفس الوقت تقريبًا بُنيت الكنيسة اللاتينية الكاثوليكية في الأراضي المقدسة على يد الرهبنة الفرنسيسكانية.
في عام 1865، توفي حاكم جبل عامل علي الأسعد بعد صراع على السلطة مع ابن عمه ثامر الحسين [الإنجليزية].

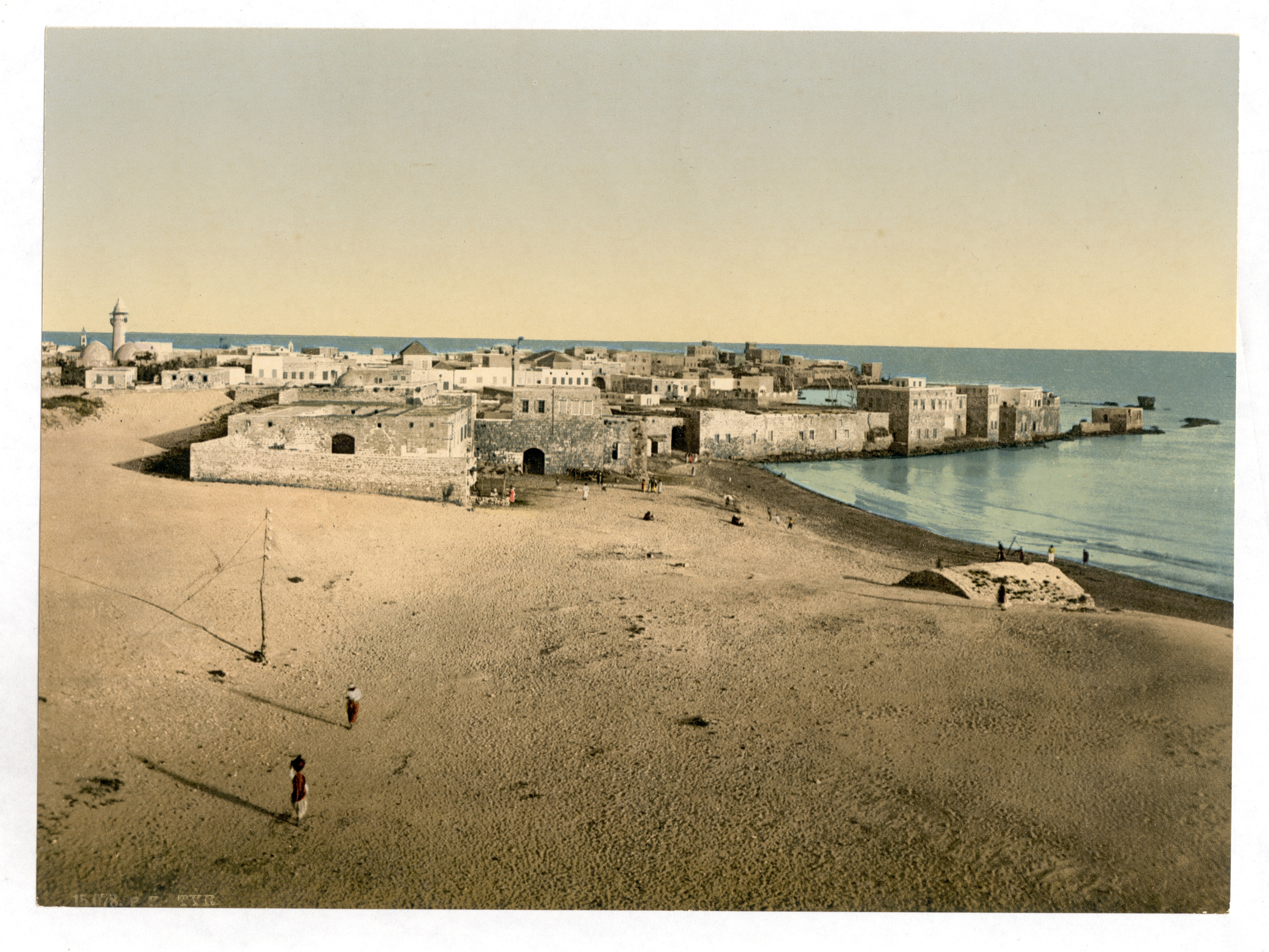
الطباعة الفوتوكرومية في 1890-1900

في عام 1874، قاد المؤرخ والسياسي البافاري "يوهان نيبوموك سيب" بعثة إلى صور للبحث عن عظام "فريدريش بربروزا". وحصلت البعثة على موافقة أوتو فون بسمارك مستشار الإمبراطورية الألمانية، وسعى علانية إلى تحقيق طموحات لإنشاء مستعمرة ألمانية. فشل سيب وفريقه في اكتشاف بقايا بربروزا، لكنهم قاموا بالتنقيب في أنقاض الكاتدرائية الصليبية وأخذوا عددًا من الاكتشافات الأثرية إلى برلين حيث عُرضت. وأثناء أعمال التنقيب قام سيب وفريقه بإخلاء حوالي 120 شخصًا وقدم لهم بعض التعويضات بدعم من السلطات المحلية.
وفقًا لسيب فقد كان عدد سكان صور نحو 5000 نسمة في عام 1874،  وقدر زائر أمريكي عدد السكان في تلك الفترة بنحو 4 ألف نسمة، نصفهم تقريبًا من الشيعة ونصفهم من المسيحيين الكاثوليك، مع بعض البروتستانت.
أدت إصلاحات الأراضي العثمانية عام 1858 إلى تراكم ملكية مساحات كبيرة من الأراضي لدى عدد قليل من العائلات على حساب الفلاحين، ونتيجة لهذا الفقر الجماعي، هاجر العديد من سكان صور وجبل عامل في ثمانينيات القرن التاسع عشر إلى غرب أفريقيا.

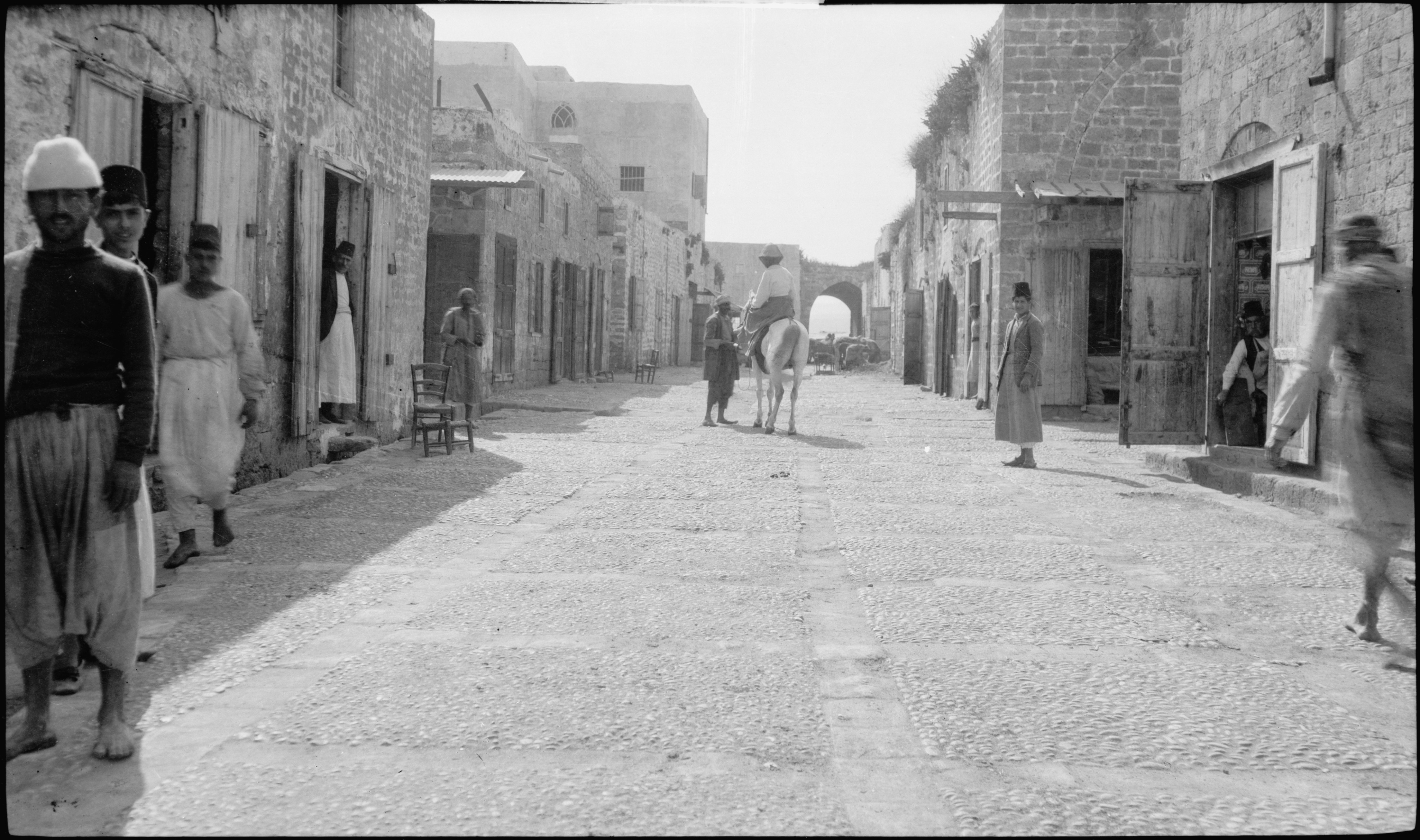
شارع في مدينة صور حوالي عام 1900

وفي حين كان أحفاد آل الأسعد بتوسيع ممتلكاتهم الإقطاعية كقادة إقليميين في جبل عامل، صعد لاعب آخر في السلطة من الطبقة الحضرية لأعيان التجار إلى رتبة القادة كملاك الأراضي الإقطاعيون في صور. استمرت عائلة تاجر الحبوب الخليل في لعب دور مهيمن في المدينة لأكثر من قرن. يُقال إنها فرع من إحدى السلالات الرئيسية في جبل عامل، عائلة الزين في النبطية،  ومرتبط بعشيرة العسيران في صيدا عن طريق الزواج.

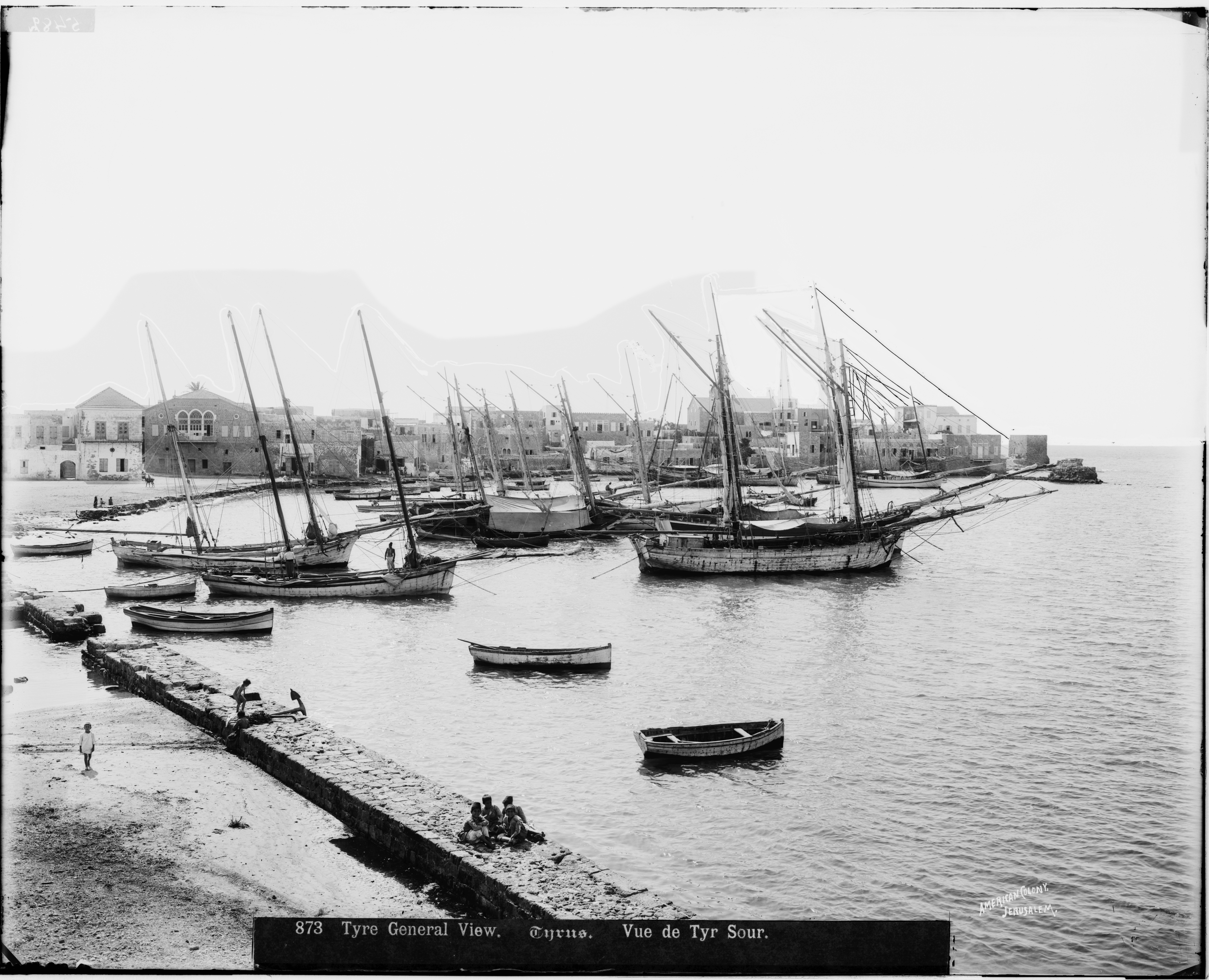
الميناء في صور قبل الحرب العالمية الأولى

أثارت الثورة التركية الشابة عام 1908 ودعوتها لإجراء انتخابات لبرلمان عثماني صراعًا على السلطة في جبل عامل، وكان طرفي الصراع رضا الصلح وهو من سلالة سنية من صيدا، صعدت على حساب عشيرة الأسعد الشيعية في الخليل، والطرف الآخر "كامل الأسعد" من سلالة علي الصغير التي لا تزال تسيطر على المناطق النائية. وانتصر الأسعد بتلك الجولة من الصراع، لكن الصراع السياسي بين الخليل والأسعد سيظل سمة رئيسية للسياسة الشيعية اللبنانية على مدار الستين عامًا التالية.

##### الحرب العالمية الأولى

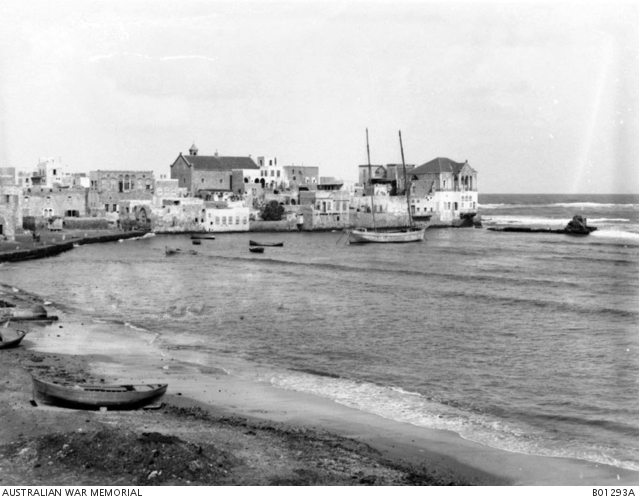
الميناء حوالي عام 1918

في بداية الحرب العالمية الأولى في 1914، بدأ التجنيد الإجباري للعديد من الشيعة في جبل عامل، فاضطروا لمغادرة مزارعهم. وبعد مرور عام حدثت مجاعة حين دمر الجراد الحقول الزراعية، أدت لموجة أخرى من الهجرة إلى أفريقيا وكذلك إلى الولايات المتحدة.
تزايدت معارضة العثمانيون في جميع أنحاء بلاد الشام، وكانت القومية العربية في جبل عامل تتزايد، وفي مارس 1915 شنت السلطات العثمانية حملة واعتقلت عدداً من النشطاء حزب اللامركزية في صور، كما في مدن أخرى مثل صيدا والنبطية وبيروت، وتم إعدام بعضهم. وفي العام ذاته أعدمت السلطات العثمانية "عبد الكريم الخليل" زعيم عشيرة الخليل، ويرى البعض أن ذلك يعود لتحريض كامل الأسعد من سلالة علي الصغير المنافسة.
وفي عام 1915 وصل القتال إلى صور، وقُبض على أربعة من سكان صور بتهمة التجسس لصالح المخابرات الفرنسية وتم إعدام اثنين منهم في بيروت، فأمر قائد البحرية الفرنسية بقصف مرفأ صور بعد أن كان قد طلب إطلاق سراحهم.
في شهر سبتمبر 1918، بعد النصر البريطاني في معركة مجدو على مجموعة جيش يلدريم العثمانية، اضطرت الأخيرة أن تنسحب نحو دمشق. وأمر قائد قوة التجريدة المصرية الجنرال إدموند ألنبي بالسيطرة على موانئ بيروت وطرابلس لدعم قواته للتقدم نحو حريتان ومطاردة القوات العثمانية المنسحبة.
كانت صور بمثابة مركز إمداد استراتيجي على هذا الطريق. وفي غضون ثلاثة أيام مهد الطابور الثاني من الفرقة السابعة (ميروت) التابعة للجيش الهندي البريطاني الطريق عبر سلم صور من خلال توسيع الطريق الضيق على الجرف شديد الانحدار. وفي هذه الأثناء تقدم فوج الفرسان التابع للفيلق الحادي والعشرون بسرعة ووصل إلى صور في 4 أكتوبر وفي طريقهم واجهوا عددًا قليلًا من القوات التركية. وسلمت البحرية الملكية الإمدادات لمدة ثلاثة أيام إلى ميناء صور لطوابير المشاة على طول الطريق الشمالي إلى سيدون ومن ثم إلى بيروت.

### المملكة العربية السورية ضد الإدارة الفرنسية البريطانية للأراضي المحتلة (1918–1920)

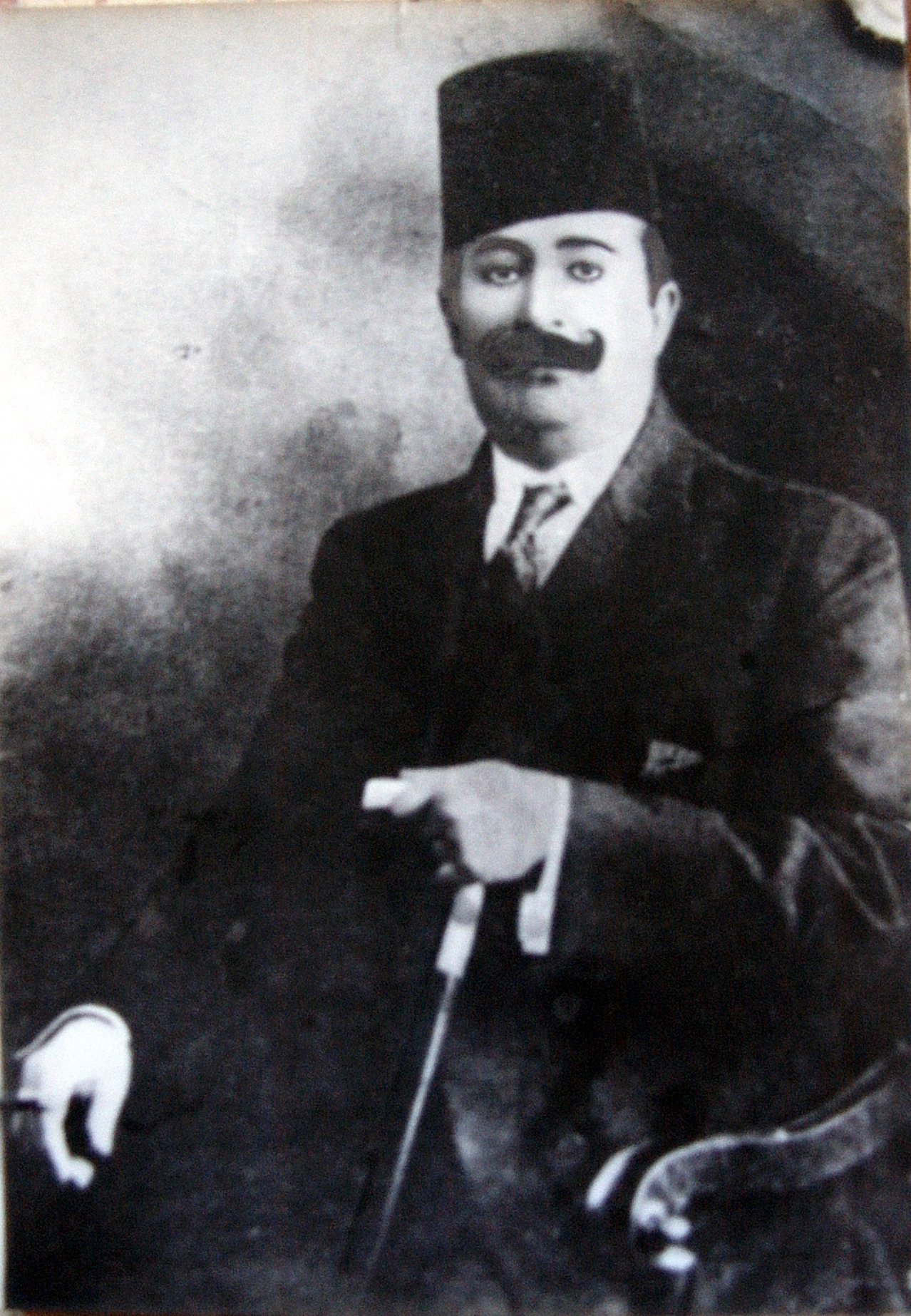
كامل الأسعد

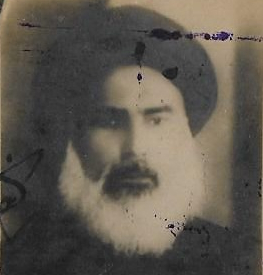
سيد عبد الحسين شرف الدين

بعد اندلاع الثورة العربية ضد العثمانيون عام 1916، وفتح الجيش الشريفي بلاد الشام عام 1918 بدعم من الإمبراطورية البريطانية، تولى الزعيم الإقطاعي كامل الأسعد من أسرة علي الصغير، وأعلن أن المنطقة - بما في ذلك صور - جُزءا من المملكة العربية السورية في 5 أكتوبر 1918. إلا أن النظام الموالي لدمشق في بيروت عين رياض الصلح محافظاً على صيدا الذي بدوره عين عبد الله يحيى الصلح. - خليل [الإنجليزية] في صور ممثلاً لفيصل الأول.
بينما كان زعماء سلالتي الأسعد والصلح يتنافسون على السلطة، فإن دعمهم للمملكة العربية جعلهم على الفور في صراع مع مصالح الإمبراطورية الاستعمارية الفرنسية، ففي 23 أكتوبر 1918 أُعلن عن الإدارة المشتركة لإدارة أراضي العدو المحتلة، مع سقوط جبل عامل تحت السيطرة الفرنسية.
بعد ذلك، استخدم الجيش الفرنسي مبنى الحامية التاريخية في خان صور كقاعدة له،  والذي استلمته أبرشية الروم الملكيين الكاثوليك في صور من الآباء الفرنسيسكان. ورداً على ذلك بدأت مجموعة فدائية هجمات عسكرية على القوات الفرنسية والعناصر الموالية لها في صور والمناطق المجاورة، بقيادة صادق الحمزة [الإنجليزية] من عشيرة علي الصغير.
في المقابل كان أبرز منظم للمقاومة اللاعنفية ضد الأطماع الفرنسية في جبل عامل هو العالم الشيعي الاثني عشري السيد عبد الحسين شرف الدين (مواليد 1872). وقد لعب دوراً حاسماً في الصراع على السلطة عام 1908 بين عشيرة الأسعد من جهة وسلالة الصلح مع حلفائهم الصوريين من آل الخليل لصالح عشيرة الأسعد. وتعزز تحالفه مع الأسعد بعد الحرب العالمية الأولى. وقد حقق مكانته المرموقة في المجتمع من خلال شهرته كعالم يحظى باحترام واسع، وكانت كتبه تُدرّس في المدارس الشيعية البارزة مثل النجف في العراق وقم في إيران.
أصبح شرف الدين الداعي الرئيسي لسوريا الكبرى بقيادة الملك فيصل،  وعندما زارت لجنة كينج كراين التابعة للحكومة الأمريكية المنطقة في 1919، طلب دعم الولايات المتحدة فأثار غضب الفرنسيين الذين شجعوا محاولة فاشلة لاغتياله.
في أوائل عام 1920، قاد شرف الدين وفداً شيعياً إلى دمشق لطرح قضية الوحدة مع سوريا. في الوقت نفسه تزايدت التوترات بين الجماعات الشيعية والمارونية في جبل عامل، بينما كان شرف الدين والأسعد يشجعان النهج السلمي ووقف التصعيد،  لكن العديد من التقارير الفرنسية ألقت باللوم عليه في الهجمات التي شنها الشيعة المسلحون.
فر العديد من المسيحيين الذين يعيشون في المناطق النائية لجبل عامل إلى صور،  بعد اشتباكات عنيفة في جبل عامل بين الجماعات الشيعية والمارونية المسلحة في أبريل 1920،  وقدم الاستعمار الفرنسي المساعدة للموارنة لسحق التمرد الشيعي. وتعرضت صور التي كانت تحت حصار المتمردين، لقصف من الطائرات والمدافع الفرنسية.

### حكم الانتداب الفرنسي الاستعماري (1920–1943)

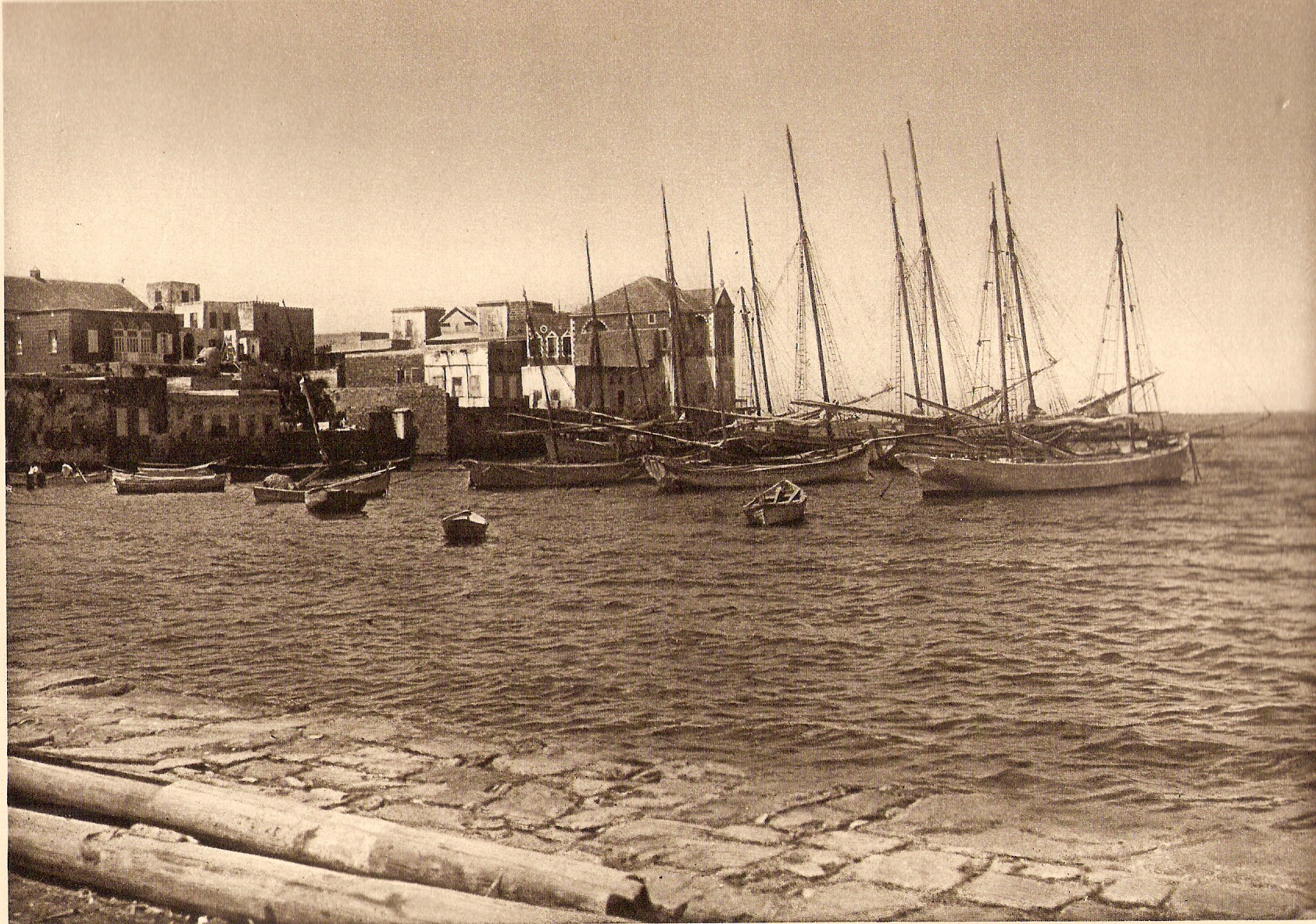
الميناء حوالي عام 1925

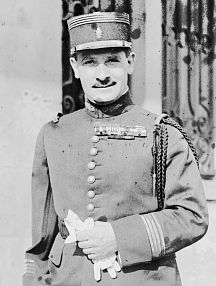
زينوفي بيتشكوف في عام 1926

في الأول من أيلول عام 1920 أُعلنت دولة لبنان الكبير الجديدة، تحت وصاية عصبة الأمم ممثلة بفرنسا. أصبح المفوض السامي الفرنسي في سوريا ولبنان هو الجنرال هنري غورو. وتم ضم صور وجبل عامل باعتبارهما الجزء الجنوبي من الانتداب.
وفي عام 1920، تأسست أول بلدية لمدينة صور، والتي كان يرأسها إسماعيل يحيى خليل [الإنجليزية] من سلالة الخليل الإقطاعية الشيعية. كانت عائلة الخليل تقليديًا حليفة لعشيرة الصلح، في حين دعم الإمام شرف الدين عشيرة الأسعد المنافسة من سلالة علي الصغير منذ عام 1908، وباعتباره أبرز المعارضين للنظام الفرنسي اضطر شرف الدين لمغادرة المدينة، ونهب الفرنسيون منزله في صور، وصُدرت كتبه ومخطوطاته، وأحرقوا منزل آخر في قرية مجاورة. لجأ إلى دمشق ثم اضطر للمغادرة إلى مصر ثم أقام عدة أشهر في فلسطين قبل أن يُسمح له بالعودة إلى صور.
في هذه الأثناء عانى سكان صور وجنوب لبنان من الضرائب المرتفعة،  والغرامات المفروضة عقابًا على التمرد الفاشل. بالإضافة إلى ذلك، قام نظام الانتداب بتحويل المنتجات الزراعية قسراً من جنوب لبنان إلى سوريا، وبالتالي خفض النشاط التجاري بشكل كبير في ميناء صور. أدى هذا الفقر الجماعي لموجة هجرة أخرى من صور عبر مارسيليا إلى غرب أفريقيا، ولم تنخفض هذه الموجات إلا عندما فرض الفرنسيون في أفريقيا ضوابط أكثر صرامة على الهجرة في نهاية العشرينيات من القرن العشرين.

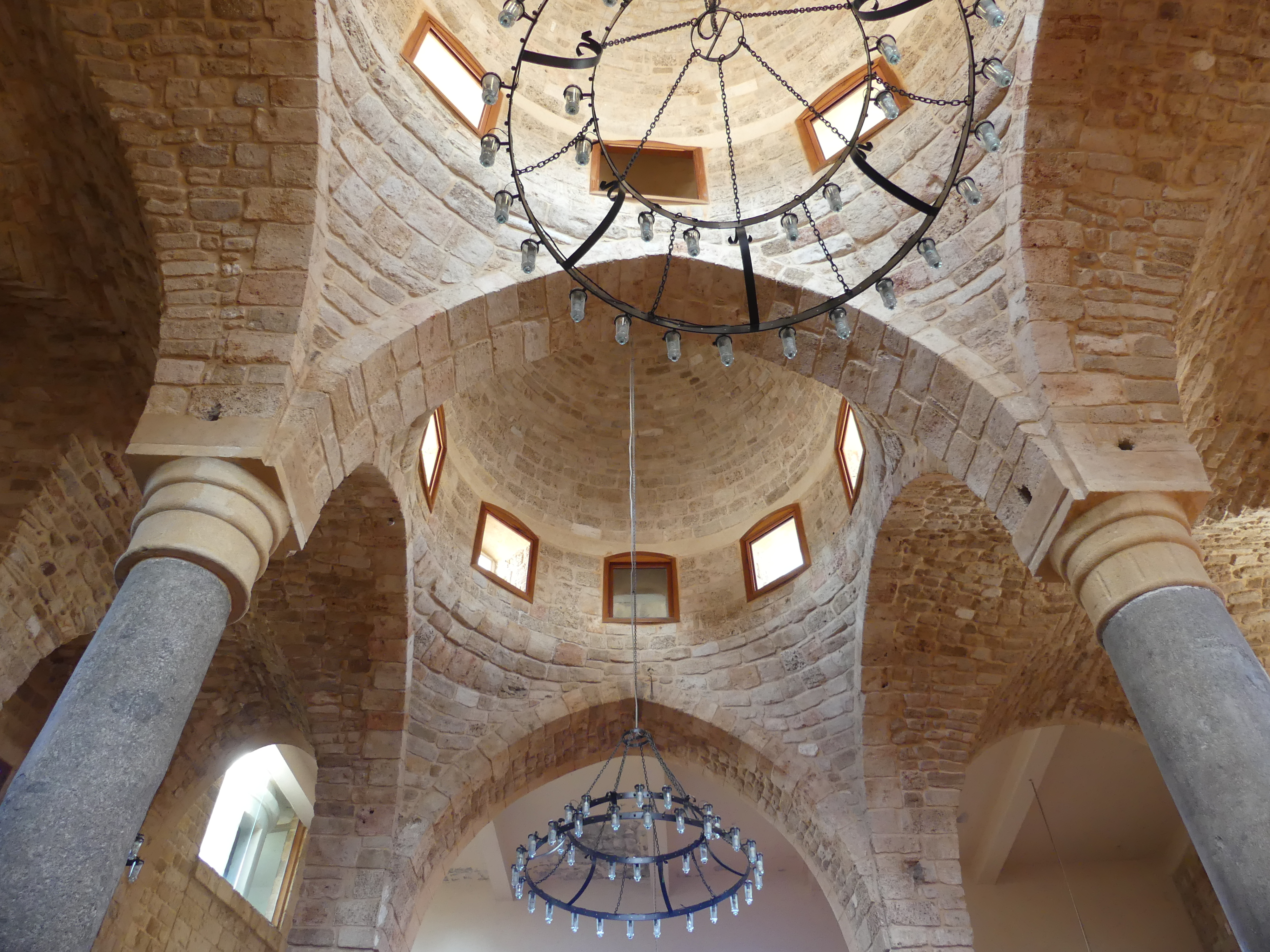
أعمدة الجرانيت الأحمر الأثرية في مسجد عبد الحسين 2019

في عام 1922 عاد كامل الأسعد من المنفى وبدأ انتفاضة ضد النظام الفرنسي سرعان ما تم قمعها وتوفي في عام 1924. على النقيض تقارب الإمام شرف الدين مع الانتداب وأقام علاقات ودية مع المحافظ العسكري لجنوب لبنان "زينوفي بيشكوف"، والذي كان تلميذاً للكاتب مكسيم غوركي. وكان شرف الدين يدعوه كضيف شرف في الأحداث الدينية في صور بشكل منتظم. وهكذا عاد شرف الدين إلى الظهور كشخصية بارزة للتنمية السلمية لصور في النصف الأول من القرن العشرين. وبينما خلف منافسه خليل كرئيس للمجلس البلدي حتى عام 1926،  فقد غير بشكل كبير المدينة وأصبح مصلحاً اجتماعياً، و"ناشطاً".
في عام 1926، اعترف نظام الانتداب رسمياً بالفقه الجعفري الشيعي، وبعد ذلك افتتحت محكمة جعفرية في صور وتلتها مدن أخرى. وبُني أول مسجد شيعي في صور في عام 1928، باستخدام الهندسة المعمارية التقليدية المحلية ويتمحور حول عمودين من الجرانيت الروماني. وسمي باسم "مسجد عبد الحسين" نسبة لشرف الدين.

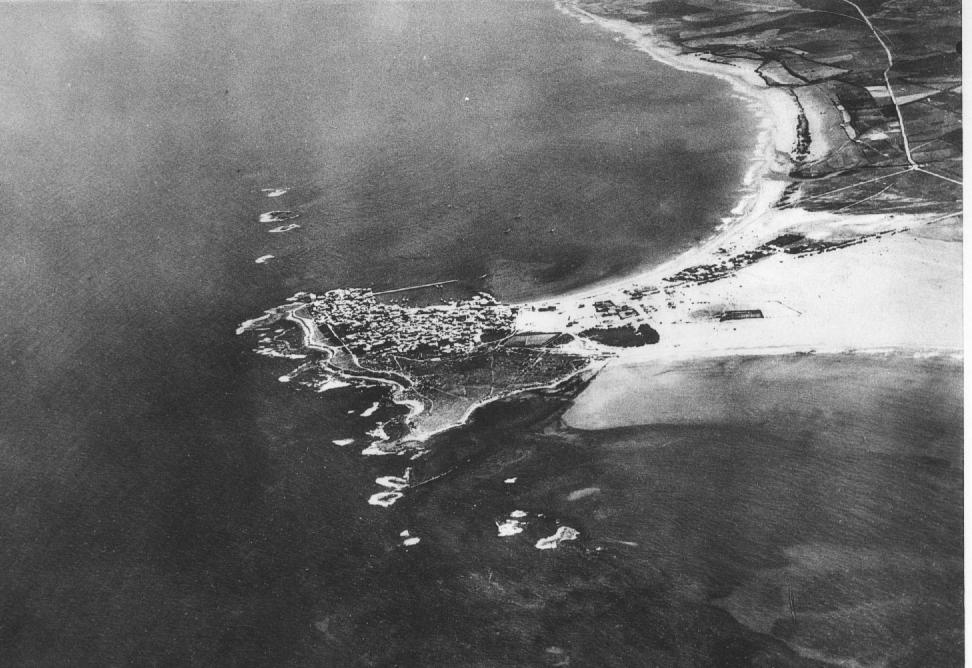
صورة لسلاح الجو الفرنسي في أوائل الثلاثينيات

على الرغم من جهود شرف الدين، فقد أدت سياسة التعيينات الاستعمارية إلى حقيقة أن "جميع" المناصب الحساسة بشكل خاص في بلدية صور وحكومتها كانت تشغلها عائلة سليم المسيحية، التي يرأسها "يوسف سليم" الذي كان نائباً لشركة المياه في بيروت.
وفقاً لتعداد عام 1921، فقد كان نحو 83% من سكان صور شيعة، و4% سنة، وحوالي 13% مسيحيين. وعمل الانتداب على اعطاء العائلات الإقطاعية الشيعية مثل الأسعد والخليل "حرية توسيع ثرواتهم الشخصية وتعزيز سلطاتهم العشائرية".
وفي عام 1936، أقامت السلطات الاستعمارية مخيماً للاجئين الأرمن في منطقة الرشيدية على الساحل، على بعد خمسة كيلومترات جنوب مدينة صور. وبعد عام واحد، شُيد مبنى آخر في منطقة البص في صور. وبدأ الناجون من ما يسمى الإبادة الجماعية للأرمن بالتوافد إلى صور في أوائل العشرينيات من القرن الماضي. تأسس هناك فرع للاتحاد الخيري العام الأرمني عام 1928.

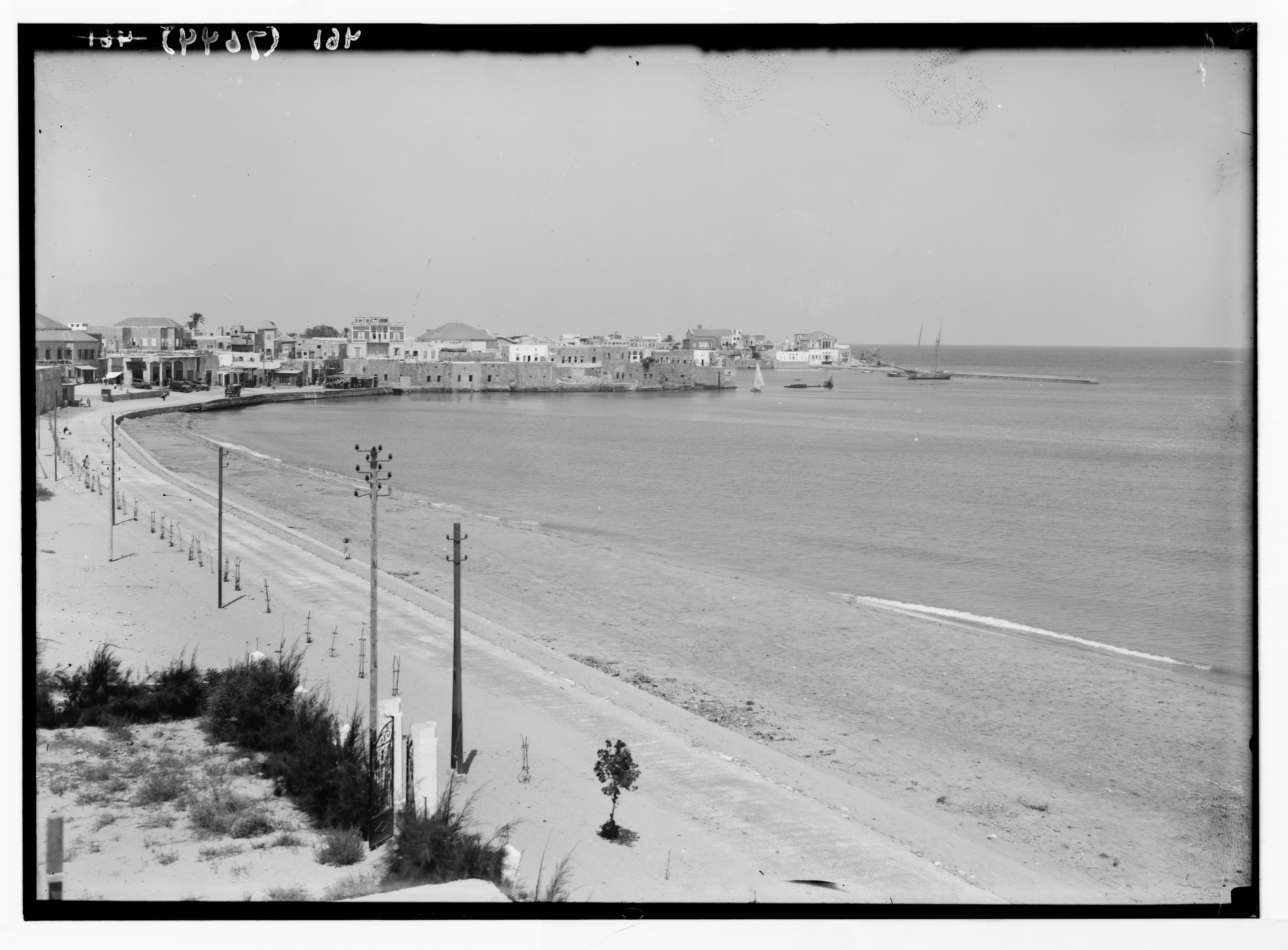
الشاطئ الشمالي عام 1936

في نقطة تحول تاريخية أسس شرف الدين مدرسة للبنات والبنين في عام 1938، وتعهد بمنزله الخاص لبناء المدرسة، رغم معارضة عائلة الخليل، وسرعان ما توسعت بفضل تبرعات عشيرة الأسعد. بينما كان المسيحيون يستفيدون من المدارس التبشيرية، فقد كان التعليم الذي يتلقاه المجتمع الشيعي قبل تأسيس المدرسة ضعيفاً.
كان طاقم التدريس في المدرسة يشمل مسيحيون أيضًا بجانب الشيعة، بما في ذلك مدير المدرسة "مايكل شعبان". وسرعان ما أصبحت المدرسة أيضًا نواة للنشاط السياسي حيث دعم شرف الدين بشكل خاص المطلب الفلسطيني بالاستقلال. بعد وقت قصير من بداية الثورة العربية في فلسطين 1936-1939 استقبل مفتي القدس أمين الحسيني، الذي هرب من مذكرة اعتقال بريطانية، بفضل حشود شعبية داعمة.

#### الحرب العالمية الثانية

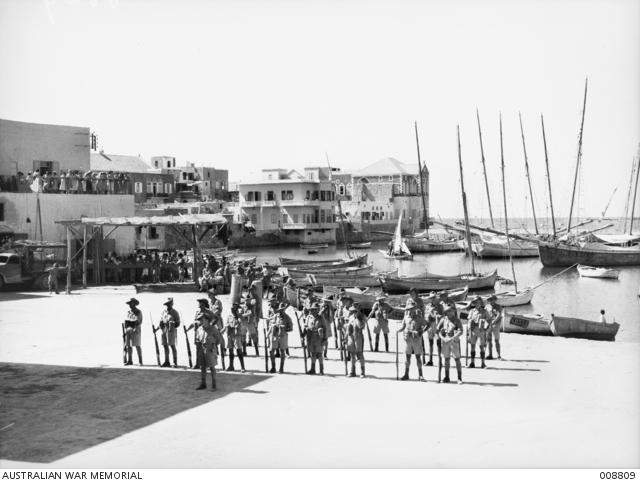
القوات الأسترالية في يونيو 1941

بعد بدء الحرب العالمية الثانية، استخدمت القوات الفرنسية مرة أخرى مبنى الحامية التاريخية في خان صور كقاعدة.
في عام 1940 حفر الجنود الفرنسيون الموالون للمارشال فيليب بيتان خندق مضاد للدبابات في صور على الطريق المؤدي إلى الجنوب، واكتشفوا تابوتًا رخاميًا من القرن الأول أو الثاني الميلادي، معروض حاليًا في المتحف الوطني في بيروت.
في منتصف عام 1941، بدأت الحملة البريطانية الفرنسية الحرة المشتركة في سوريا ولبنان للإطاحة بالنظام الفيشي في سوريا ولبنان. واعتمدت بشكل كبير على القوات الهندية وتضمنت أيضًا اللواء 21 الأسترالي. وحررت هذه القوات مدينة صور من أعوان النازية في 8 يونيو.